# Населённые пункты Тверской области в округах (от А до Н)
Населённые пункты Тверской области в округах с административными центрами в городах окружного значения, посёлках городского типа и сёлах (от А до Н).
Городские населённые пункты (города и посёлки городского типа) выделены оранжевым цветом).
Численность населения сельских населённых пунктов приведена по данным переписи населения 2010 года, численность населения городских населённых пунктов (городов и пгт) — по оценке на 1 января 2021 года.

## Округа, образованные городами окружного значения

### Андреапольский муниципальный округ
| №   | Населённый пункт | Тип     | Население |
| --- | ---------------- | ------- | --------- |
| 1   | Абаканово        | деревня | 1         |
| 2   | Абросимово       | деревня | 0         |
| 3   | Акатово          | деревня | 1         |
| 4   | Аксёново         | деревня | 48        |
| 5   | Алексеево        | деревня | 0         |
| 6   | Алексеевское     | деревня | 0         |
| 7   | Алексино         | деревня | 1         |
| 8   | Амосово          | деревня | 8         |
| 9   | Ананино          | деревня | 0         |
| 10  | Андреаполь       | город   | 6956      |
| 11  | Андроново        | деревня | 1         |
| 12  | Андроново        | деревня | 11        |
| 13  | Анихоново        | деревня | 1         |
| 14  | Антаново         | деревня | 1         |
| 15  | Антоново         | деревня | 10        |
| 16  | Аристово         | деревня | 0         |
| 17  | Базуево          | деревня | 1         |
| 18  | Баканово         | деревня | 7         |
| 19  | Баранька         | деревня | 14        |
| 20  | Бахарево         | деревня | 0         |
| 21  | Башево           | деревня | 0         |
| 22  | Белавино         | деревня | 1         |
| 23  | Бели             | деревня | 49        |
| 24  | Белогубово       | деревня | 1         |
| 25  | Бенек            | деревня | 9         |
| 26  | Березово         | деревня | 0         |
| 27  | Берчиково        | деревня | 0         |
| 28  | Бобровец         | деревня | 145       |
| 29  | Бологово         | посёлок | 575       |
| 30  | Болотово         | деревня | 56        |
| 31  | Большое Вдовино  | деревня | 1         |
| 32  | Борзово          | деревня | 1         |
| 33  | Борок            | деревня | 1         |
| 34  | Боталы           | деревня | 0         |
| 35  | Бросно           | деревня | 0         |
| 36  | Быстри           | деревня | 8         |
| 37  | Величково        | деревня | 41        |
| 38  | Велье            | деревня | 0         |
| 39  | Верхний Аполец   | деревня | 0         |
| 40  | Ветошки          | деревня | 0         |
| 41  | Внуково          | деревня | 14        |
| 42  | Володькино       | деревня | 1         |
| 43  | Волок            | деревня | 121       |
| 44  | Воронино         | деревня | 0         |
| 45  | Воскресенское    | село    | 65        |
| 46  | Выползово        | деревня | 16        |
| 47  | Гладкий Лог      | деревня | 17        |
| 48  | Глухарево        | деревня | 0         |
| 49  | Голенищево       | деревня | 1         |
| 50  | Горбухино        | деревня | 6         |
| 51  | Горицы           | деревня | 66        |
| 52  | Горка            | деревня | 77        |
| 53  | Горки            | деревня | 0         |
| 54  | Горки            | деревня | 6         |
| 55  | Горняя           | деревня | 0         |
| 56  | Гостилиха        | деревня | 0         |
| 57  | Гречишниково     | деревня | 1         |
| 58  | Грибель          | деревня | 0         |
| 59  | Гусары           | деревня | 11        |
| 60  | Гущино           | деревня | 1         |
| 61  | Демехово         | деревня | 0         |
| 62  | Денисово         | деревня | 0         |
| 63  | Дербень          | деревня | 1         |
| 64  | Дешково          | деревня | 0         |
| 65  | Дешково          | хутор   | 0         |
| 66  | Дмитрово         | деревня | 33        |
| 67  | Донское          | деревня | 1         |
| 68  | Дорофеево        | деревня | 1         |
| 69  | Думино           | деревня | 19        |
| 70  | Дядькино         | деревня | 16        |
| 71  | Екатеринино      | деревня | 0         |
| 72  | Ерохино          | деревня | 1         |
| 73  | Жаберо           | деревня | 0         |
| 74  | Жельно           | деревня | 20        |
| 75  | Житово           | деревня | 0         |
| 76  | Жоготово         | деревня | 1         |
| 77  | Жуково           | деревня | 25        |
| 78  | Жукопа           | посёлок | 18        |
| 79  | Забежня          | деревня | 0         |
| 80  | Заболотье        | деревня | 22        |
| 81  | Заболотье        | деревня | 0         |
| 82  | Заборовье        | деревня | 1         |
| 83  | Загозье          | деревня | 9         |
| 84  | Замошье          | деревня | 7         |
| 85  | Заноги           | деревня | 1         |
| 86  | Заозерье         | деревня | 0         |
| 87  | Заозерье         | деревня | 9         |
| 88  | Заселица         | деревня | 8         |
| 89  | Захарино         | деревня | 0         |
| 90  | Зеленогорское    | деревня | 11        |
| 91  | Игнатово         | деревня | 0         |
| 92  | Игнашево         | деревня | 0         |
| 93  | Имение           | деревня | 243       |
| 94  | Кашино           | деревня | 0         |
| 95  | Квашня           | деревня | 0         |
| 96  | Кленица          | деревня | 1         |
| 97  | Кликуново        | деревня | 0         |
| 98  | Ключевое         | деревня | 1         |
| 99  | Ковердяево       | деревня | 0         |
| 100 | Козлово          | деревня | 189       |
| 101 | Козлово Село     | деревня | 5         |
| 102 | Коковино         | деревня | 0         |
| 103 | Колотилово       | деревня | 0         |
| 104 | Конаи            | деревня | 1         |
| 105 | Копытово         | деревня | 0         |
| 106 | Копытово         | деревня | 6         |
| 107 | Кордон           | хутор   | 1         |
| 108 | Корнилово        | деревня | 0         |
| 109 | Коробаново       | деревня | 15        |
| 110 | Коростино        | деревня | 0         |
| 111 | Костюшино        | деревня | 12        |
| 112 | Костюшино        | посёлок | 959       |
| 113 | Кочергино        | деревня | 0         |
| 114 | Красное Лядо     | деревня | 0         |
| 115 | Кремено          | деревня | 41        |
| 116 | Крест            | деревня | 1         |
| 117 | Крючково         | деревня | 61        |
| 118 | Кузнецово        | деревня | 21        |
| 119 | Кунавино         | деревня | 27        |
| 120 | Курово           | деревня | 246       |
| 121 | Курцево          | деревня | 12        |
| 122 | Кушниково        | деревня | 5         |
| 123 | Лёнькино         | деревня | 0         |
| 124 | Литвиново        | деревня | 0         |
| 125 | Лобно            | деревня | 0         |
| 126 | Ломинское        | село    | 0         |
| 127 | Лохово           | деревня | 1         |
| 128 | Лубенькино       | посёлок | 65        |
| 129 | Луги             | деревня | 114       |
| 130 | Лукьяново        | деревня | 0         |
| 131 | Лутки            | деревня | 0         |
| 132 | Лучки            | деревня | 0         |
| 133 | Любино           | деревня | 105       |
| 134 | Ляхово           | деревня | 1         |
| 135 | Малахово         | деревня | 8         |
| 136 | Малое Вдовино    | деревня | 0         |
| 137 | Мануйлово        | деревня | 1         |
| 138 | Марьино          | деревня | 0         |
| 139 | Микшино          | деревня | 17        |
| 140 | Милавино         | деревня | 6         |
| 141 | Мишутино         | деревня | 6         |
| 142 | Можаево          | деревня | 23        |
| 143 | Молодушкино      | деревня | 1         |
| 144 | Молохово         | деревня | 8         |
| 145 | Монастьево       | деревня | 0         |
| 146 | Монино           | деревня | 19        |
| 147 | Мошки            | деревня | 1         |
| 148 | Мурзино          | деревня | 0         |
| 149 | Мухино           | деревня | 0         |
| 150 | Мылохово         | деревня | 7         |
| 151 | Мякишево         | деревня | 50        |
| 152 | Немково          | деревня | 7         |
| 153 | Нетесьма         | деревня | 0         |
| 154 | Нивки            | деревня | 21        |
| 155 | Новая            | деревня | 0         |
| 156 | Новики           | деревня | 1         |
| 157 | Ново-Русаново    | деревня | 0         |
| 158 | Новое Подвязье   | деревня | 18        |
| 159 | Новое Село       | деревня | 100       |
| 160 | Новокруглое      | деревня | 1         |
| 161 | Новосёлки        | деревня | 0         |
| 162 | Новоследово      | деревня | 1         |
| 163 | Новотихвинское   | деревня | 1         |
| 164 | Ноздрино         | деревня | 0         |
| 165 | Обруб            | деревня | 1         |
| 166 | Овсянкино        | деревня | 1         |
| 167 | Ольховец         | деревня | 0         |
| 168 | Орехово          | деревня | 17        |
| 169 | Ососово          | деревня | 1         |
| 170 | Паново           | деревня | 6         |
| 171 | Паньково         | деревня | 6         |
| 172 | Паршино          | деревня | 23        |
| 173 | Пашково          | деревня | 1         |
| 174 | Пересыпница      | деревня | 0         |
| 175 | Пестово          | деревня | 11        |
| 176 | Пестово          | деревня | 6         |
| 177 | Песчаха          | деревня | 1         |
| 178 | Петрачиха        | деревня | 0         |
| 179 | Петрово          | деревня | 1         |
| 180 | Плаксино         | деревня | 0         |
| 181 | Плаужница        | деревня | 1         |
| 182 | Плешково         | деревня | 12        |
| 183 | Подберезье       | деревня | 6         |
| 184 | Пожар            | деревня | 6         |
| 185 | Поспелое         | деревня | 1         |
| 186 | Потаракино       | деревня | 0         |
| 187 | Прудишенка       | деревня | 0         |
| 188 | Пужакино         | деревня | 0         |
| 189 | Пузаново         | деревня | 0         |
| 190 | Раменье          | деревня | 0         |
| 191 | Ратное           | деревня | 0         |
| 192 | Рахново          | деревня | 0         |
| 193 | Ревякино         | деревня | 8         |
| 194 | Рексово          | деревня | 1         |
| 195 | Речка            | деревня | 5         |
| 196 | Рогово           | деревня | 184       |
| 197 | Роголево         | деревня | 1         |
| 198 | Родионово        | деревня | 1         |
| 199 | Роженка          | деревня | 17        |
| 200 | Ручьи            | деревня | 0         |
| 201 | Рябинец          | деревня | 0         |
| 202 | Савино           | деревня | 1         |
| 203 | Селино           | деревня | 0         |
| 204 | Семехино         | деревня | 0         |
| 205 | Серёжино         | деревня | 0         |
| 206 | Симонка          | деревня | 1         |
| 207 | Синичино         | деревня | 1         |
| 208 | Синцово          | деревня | 0         |
| 209 | Синьково         | деревня | 1         |
| 210 | Скреты           | деревня | 0         |
| 211 | Скудино          | деревня | 81        |
| 212 | Соболево         | деревня | 20        |
| 213 | Сосновец         | деревня | 0         |
| 214 | Спиридово        | деревня | 84        |
| 215 | Старая           | деревня | 0         |
| 216 | Стариково        | деревня | 0         |
| 217 | Старинка         | деревня | 1         |
| 218 | Старково         | деревня | 9         |
| 219 | Старое Подвязье  | деревня | 1         |
| 220 | Стеклино         | деревня | 1         |
| 221 | Стоякино         | деревня | 0         |
| 222 | Студеница        | деревня | 92        |
| 223 | Суховарино       | деревня | 0         |
| 224 | Сысоево          | деревня | 0         |
| 225 | Теренино         | деревня | 0         |
| 226 | Торопаца         | село    | 165       |
| 227 | Триполево        | деревня | 47        |
| 228 | Троскино         | деревня | 6         |
| 229 | Угрюмово         | деревня | 16        |
| 230 | Ульянец          | деревня | 0         |
| 231 | Ульянинки        | деревня | 0         |
| 232 | Усадьба          | деревня | 0         |
| 233 | Фенево           | деревня | 0         |
| 234 | Филиппово        | деревня | 5         |
| 235 | Фишово           | деревня | 0         |
| 236 | Хвостово         | деревня | 0         |
| 237 | Хотилицы         | село    | 256       |
| 238 | Церковище        | деревня | 0         |
| 239 | Чернево          | деревня | 1         |
| 240 | Чернецово        | деревня | 0         |
| 241 | Чечетово         | деревня | 22        |
| 242 | Чириково         | хутор   | 1         |
| 243 | Чистая Речка     | посёлок | 197       |
| 244 | Шапочкино        | деревня | 0         |
| 245 | Шарыгино         | деревня | 6         |
| 246 | Шатино           | деревня | 1         |
| 247 | Шилово           | деревня | 1         |
| 248 | Шинкарево        | деревня | 10        |
| 249 | Ям               | деревня | 0         |
| 250 | Ямищи            | деревня | 1         |
| 251 | Яновищи          | деревня | 12        |

### Весьегонский муниципальный округ
| №   | Населённый пункт                | Тип              | Население                                                                                  |
| --- | ------------------------------- | ---------------- | ------------------------------------------------------------------------------------------ |
| 1   | Аблазино                        | деревня          | 17                                                                                         |
| 2   | Абросимово                      | деревня          | 0                                                                                          |
| 3   | Аксениха                        | деревня          | 8                                                                                          |
| 4   | Алексейцево                     | деревня          | 0                                                                                          |
| 5   | Алексино                        | деревня          | 43                                                                                         |
| 6   | Алешино                         | деревня          | 24                                                                                         |
| 7   | Алферово                        | деревня          | 92                                                                                         |
| 8   | Ананино                         | деревня          | 0                                                                                          |
| 9   | Арефино                         | деревня          | 20                                                                                         |
| 10  | Бадачёво                        | деревня          | 15                                                                                         |
| 11  | Бараново                        | деревня          | 100                                                                                        |
| 12  | Барское Александрово            | деревня          | 0                                                                                          |
| 13  | Баскаки                         | деревня          | 37                                                                                         |
| 14  | Батеевка                        | деревня          | 19                                                                                         |
| 15  | Башкино                         | деревня          | 0                                                                                          |
| 16  | Бельское                        | деревня          | 18                                                                                         |
| 17  | Беняково                        | деревня          | 23                                                                                         |
| 18  | Болдырево                       | деревня          | 6                                                                                          |
| 19  | Боловино                        | деревня          | 34                                                                                         |
| 20  | Большое Мякишево                | деревня          | 1                                                                                          |
| 21  | Большое Овсяниково              | деревня          | 265                                                                                        |
| 22  | Большое Фоминское               | деревня          | 57                                                                                         |
| 23  | Большое Шевелево                | деревня          | 0                                                                                          |
| 24  | Бор                             | деревня          | 17                                                                                         |
| 25  | Борихино                        | деревня          | 6                                                                                          |
| 26  | Борихино                        | деревня          | 8                                                                                          |
| 27  | Борки                           | деревня          | 1                                                                                          |
| 28  | Боровицы                        | деревня          | 1                                                                                          |
| 29  | Бородино                        | деревня          | 7                                                                                          |
| 30  | Борщево                         | деревня          | 17                                                                                         |
| 31  | Бренево                         | деревня          | 0                                                                                          |
| 32  | Бриково                         | деревня          | 13                                                                                         |
| 33  | Бронниково                      | деревня          | 0                                                                                          |
| 34  | Бухрово                         | деревня          | 9                                                                                          |
| 35  | Ванево                          | деревня          | 0                                                                                          |
| 36  | Васькино                        | деревня          | 7                                                                                          |
| 37  | Верхнее                         | деревня          | 8                                                                                          |
| 38  | Веселово                        | деревня          | 6                                                                                          |
| 39  | Веснино                         | деревня          | 1                                                                                          |
| 40  | Весьегонск                      | город            | 6330                                                                                       |
| 41  | Волосово                        | деревня          | 18                                                                                         |
| 42  | Воскресенье                     | деревня          | 0                                                                                          |
| 43  | Восход                          | деревня          | 89                                                                                         |
| 44  | Выбор                           | деревня          | 31                                                                                         |
| 45  | Высокое                         | деревня          | 1                                                                                          |
| 46  | Высокое                         | деревня          | 22                                                                                         |
| 47  | Вялье                           | деревня          | 0                                                                                          |
| 48  | Вяльцево                        | деревня          | 1                                                                                          |
| 49  | Головково                       | деревня          | 0                                                                                          |
| 50  | Гора                            | деревня          | 56                                                                                         |
| 51  | Горбачево                       | деревня          | 5                                                                                          |
| 52  | Горка                           | деревня          | 38                                                                                         |
| 53  | Горка                           | деревня          | 0                                                                                          |
| 54  | Горка                           | деревня          | 12                                                                                         |
| 55  | Григорево                       | деревня          | 13                                                                                         |
| 56  | Григорково                      | деревня          | 16                                                                                         |
| 57  | Губачево                        | деревня          | 43                                                                                         |
| 58  | Данилково                       | деревня          | 0                                                                                          |
| 59  | Добрица                         | деревня          | 1                                                                                          |
| 60  | Доманово                        | деревня          | 6                                                                                          |
| 61  | Дор                             | деревня          | 9                                                                                          |
| 62  | Дудино                          | деревня          | 6                                                                                          |
| 63  | Дюдиково                        | деревня          | 91                                                                                         |
| 64  | Ёгна                            | село             | 150                                                                                        |
| 65  | Елейцино                        | деревня          | 19                                                                                         |
| 66  | Емельяново                      | деревня          | 0                                                                                          |
| 67  | Еремейцево                      | деревня          | 8                                                                                          |
| 68  | Ермолкино                       | деревня          | 0                                                                                          |
| 69  | Ещево                           | деревня          | 39                                                                                         |
| 70  | Жуково                          | деревня          | 19                                                                                         |
| 71  | Збрындино                       | деревня          | 8                                                                                          |
| 72  | Звана                           | деревня          | 15                                                                                         |
| 73  | Иван-Гора                       | деревня          | 62                                                                                         |
| 74  | Иваново                         | деревня          | 181                                                                                        |
| 75  | Ивашково                        | деревня          | 5                                                                                          |
| 76  | Игнатково                       | деревня          | 0                                                                                          |
| 77  | Ильинское                       | деревня          | 7                                                                                          |
| 78  | Ильинское                       | деревня          | 6                                                                                          |
| 79  | Ильницы                         | деревня          | 0                                                                                          |
| 80  | Каменка                         | деревня          | 6                                                                                          |
| 81  | Квасково                        | деревня          | 41                                                                                         |
| 82  | Кесьма                          | село             | 614                                                                                        |
| 83  | Кишкино                         | деревня          | 15                                                                                         |
| 84  | Кишкино                         | деревня          | 1                                                                                          |
| 85  | Коверниково                     | деревня          | 1                                                                                          |
| 86  | Козлы                           | деревня          | 8                                                                                          |
| 87  | Колынево                        | деревня          | 1                                                                                          |
| 88  | Комлево                         | деревня          | 5                                                                                          |
| 89  | Коник                           | деревня          | 21                                                                                         |
| 90  | Копаево                         | деревня          | 67                                                                                         |
| 91  | Корнягово                       | деревня          | 1                                                                                          |
| 92  | Коровкино                       | деревня          | 1                                                                                          |
| 93  | Косодавль                       | деревня          | 47                                                                                         |
| 94  | Костиндор                       | деревня          | 1                                                                                          |
| 95  | Кошелево                        | деревня          | 1                                                                                          |
| 96  | Красное                         | деревня          | 0                                                                                          |
| 97  | Крешнево                        | деревня          | 146                                                                                        |
| 98  | Круглиха                        | деревня          | 72                                                                                         |
| 99  | Крутцы                          | деревня          | 1                                                                                          |
| 100 | Кузьминское                     | деревня          | 10                                                                                         |
| 101 | Кузьмищево                      | деревня          | 10                                                                                         |
| 102 | Кулаково                        | деревня          | 0                                                                                          |
| 103 | Кулиберово                      | деревня          | 0                                                                                          |
| 104 | Лакутино                        | деревня          | 0                                                                                          |
| 105 | Ларихово                        | деревня          | 1                                                                                          |
| 106 | Левково                         | деревня          | 6                                                                                          |
| 107 | Липенка                         | деревня          | 1                                                                                          |
| 108 | Лобнево                         | деревня          | 7                                                                                          |
| 109 | Лобозники                       | деревня          | 5                                                                                          |
| 110 | Лопатиха                        | деревня          | 21                                                                                         |
| 111 | Лошицы                          | деревня          | 7                                                                                          |
| 112 | Лукино                          | деревня          | 14                                                                                         |
| 113 | Любегощи                        | село             | 237                                                                                        |
| 114 | Люберь                          | деревня          | 10                                                                                         |
| 115 | Макарово                        | деревня          | 17                                                                                         |
| 116 | Максимцево                      | деревня          | 0                                                                                          |
| 117 | Малая Каменка                   | деревня          | 0                                                                                          |
| 118 | Малое Высокое                   | деревня          | 9                                                                                          |
| 119 | Малое Овсяниково                | деревня          | 5                                                                                          |
| 120 | Малое Фоминское                 | деревня          | 14                                                                                         |
| 121 | Малыгино                        | деревня          | 12                                                                                         |
| 122 | Малышево                        | деревня          | 8                                                                                          |
| 123 | Марачиха                        | деревня          | 0                                                                                          |
| 124 | Маринино                        | деревня          | 1                                                                                          |
| 125 | Мартыниха                       | деревня          | 1                                                                                          |
| 126 | Матюшкино                       | деревня          | 1                                                                                          |
| 127 | Медведково                      | деревня          | 19                                                                                         |
| 128 | Медянки                         | деревня          | 10                                                                                         |
| 129 | Мелюхино                        | деревня          | 1                                                                                          |
| 130 | Метлино                         | деревня          | 1                                                                                          |
| 131 | Микляево                        | деревня          | 16                                                                                         |
| 132 | Миньево                         | деревня          | 8                                                                                          |
| 133 | Михалево                        | деревня          | 9                                                                                          |
| 134 | Мишуткино                       | деревня          | 1                                                                                          |
| 135 | Можайка                         | деревня          | 23                                                                                         |
| 136 | Мордкино                        | деревня          | 11                                                                                         |
| 137 | Мосеевское                      | деревня          | 1                                                                                          |
| 138 | Мотаево                         | деревня          | 16                                                                                         |
| 139 | Мышкино                         | деревня          | 51                                                                                         |
| 140 | Мякишево                        | деревня          | 5                                                                                          |
| 141 | Мякишево                        | деревня          | 0                                                                                          |
| 142 | Неверово                        | деревня          | 15                                                                                         |
| 143 | Нестерово                       | деревня          | 21                                                                                         |
| 144 | Никола-Высока                   | деревня          | 5                                                                                          |
| 145 | Никола-Реня                     | деревня          | 0                                                                                          |
| 146 | Никулино                        | деревня          | 0                                                                                          |
| 147 | Никулино                        | деревня          | 40                                                                                         |
| 148 | Новое                           | деревня          | 14                                                                                         |
| 149 | Новое Шилково                   | деревня          | 1                                                                                          |
| 150 | Новоселок                       | деревня          | 0                                                                                          |
| 151 | Овинище 1-е                     | деревня          | 0                                                                                          |
| 152 | Овинищи                         | посёлок          | 131                                                                                        |
| 153 | Огнишино                        | деревня          | 28                                                                                         |
| 154 | Орда                            | деревня          | 6                                                                                          |
| 155 | Осорино                         | деревня          | 6                                                                                          |
| 156 | Остолопово                      | деревня          | 65                                                                                         |
| 157 | Острецово                       | деревня          | 12                                                                                         |
| 158 | Остров                          | деревня          | 44                                                                                         |
| 159 | Отдельный Дом Электроподстанции | населённый пункт | 1                                                                                          |
| 160 | Павловское                      | деревня          | 5                                                                                          |
| 161 | Паскино                         | деревня          | 7                                                                                          |
| 162 | Пашково                         | деревня          | 34                                                                                         |
| 163 | Перемут                         | деревня          | 26                                                                                         |
| 164 | Петелево                        | деревня          | 0                                                                                          |
| 165 | Петровское                      | деревня          | 0                                                                                          |
| 166 | Петряйка                        | деревня          | #Н/Д                                                                                       |
| 167 | Плоское                         | деревня          | 21                                                                                         |
| 168 | Погорелово                      | деревня          | 56                                                                                         |
| 169 | Пограево                        | деревня          | 0                                                                                          |
| 170 | Подлесное                       | деревня          | 17                                                                                         |
| 171 | Подольское                      | деревня          | 9                                                                                          |
| 172 | Покрышкино                      | деревня          | 11                                                                                         |
| 173 | Попадино                        | деревня          | 18                                                                                         |
| 174 | Попадьино                       | деревня          | 0                                                                                          |
| 175 | Поповка                         | деревня          | 1                                                                                          |
| 176 | Поповка                         | деревня          | 0                                                                                          |
| 177 | Попово                          | деревня          | 25                                                                                         |
| 178 | Пореево                         | деревня          | 1                                                                                          |
| 179 | Постижино                       | деревня          | 0                                                                                          |
| 180 | Поцеп                           | деревня          | 14                                                                                         |
| 181 | Приворот                        | деревня          | 38                                                                                         |
| 182 | Приворот                        | деревня          | 13                                                                                         |
| 183 | Пронино                         | деревня          | 151                                                                                        |
| 184 | Противье                        | деревня          | 1                                                                                          |
| 185 | Противье                        | деревня          | 55                                                                                         |
| 186 | Пылево                          | деревня          | 0                                                                                          |
| 187 | Пятницкое                       | деревня          | 19                                                                                         |
| 188 | Раменье                         | деревня          | 40                                                                                         |
| 189 | Раменье                         | деревня          | 1                                                                                          |
| 190 | Романовский Льнозавод           | посёлок          | 33                                                                                         |
| 191 | Романовское                     | село             | 62                                                                                         |
| 192 | Романцево                       | деревня          | 16                                                                                         |
| 193 | Романцево                       | деревня          | 31                                                                                         |
| 194 | Рябинкино                       | деревня          | 26                                                                                         |
| 195 | Савелово                        | деревня          | 24                                                                                         |
| 196 | Савино                          | деревня          | 17                                                                                         |
| 197 | Сажиха                          | деревня          | 42                                                                                         |
| 198 | Самша-1                         | деревня          | 14                                                                                         |
| 199 | Самша-2                         | деревня          | 26                                                                                         |
| 200 | Сандырево                       | деревня          | 0                                                                                          |
| 201 | Селиваново                      | деревня          | 8                                                                                          |
| 202 | Сельца                          | деревня          | 1                                                                                          |
| 203 | Сенцово                         | деревня          | 1                                                                                          |
| 204 | Слуды                           | деревня          | 25                                                                                         |
| 205 | Софрониха                       | деревня          | 12                                                                                         |
| 206 | Спас-Реня                       | деревня          | 6                                                                                          |
| 207 | Станино                         | деревня          | 21                                                                                         |
| 208 | Старое                          | деревня          | 33                                                                                         |
| 209 | Старое                          | деревня          | 8                                                                                          |
| 210 | Старое                          | деревня          | 0                                                                                          |
| 211 | Старое Шилково                  | деревня          | 0                                                                                          |
| 212 | Стафурово                       | деревня          | 6                                                                                          |
| 213 | Столбищи                        | деревня          | 109                                                                                        |
| 214 | Стракуново                      | деревня          | 0                                                                                          |
| 215 | Страшино                        | деревня          | 12                                                                                         |
| 216 | Стрекачево                      | деревня          | 8                                                                                          |
| 217 | Стрекачево                      | деревня          | 0                                                                                          |
| 218 | Стрелица                        | деревня          | 10                                                                                         |
| 219 | Суково                          | деревня          | 45                                                                                         |
| 220 | Суслово                         | деревня          | 1                                                                                          |
| 221 | Суховерхово                     | деревня          | 0                                                                                          |
| 222 | Сухолжино                       | деревня          | 1                                                                                          |
| 223 | Сычево                          | деревня          | 4                                                                                          |
| 224 | Талашманка                      | деревня          | 1                                                                                          |
| 225 | Тарачево                        | деревня          | 1                                                                                          |
| 226 | Тарачево                        | деревня          | 11                                                                                         |
| 227 | Тебеньки                        | деревня          | 1                                                                                          |
| 228 | Телятово                        | деревня          | 90                                                                                         |
| 229 | Терпигора                       | деревня          | 7                                                                                          |
| 230 | Тиманское                       | деревня          | 33                                                                                         |
| 231 | Тимофеево                       | деревня          | 1                                                                                          |
| 232 | Тимошкино                       | деревня          | 106                                                                                        |
| 233 | Титовское                       | деревня          | 1                                                                                          |
| 234 | Топорищево                      | деревня          | 42                                                                                         |
| 235 | Троицкое-Александрово           | деревня          | 13                                                                                         |
| 236 | Тучково                         | деревня          | 1                                                                                          |
| 237 | Улитино                         | деревня          | 11                                                                                         |
| 238 | Ульяниха                        | деревня          | 17                                                                                         |
| 239 | Ушаково                         | деревня          | 0                                                                                          |
| 240 | Федово                          | деревня          | 12                                                                                         |
| 241 | Федорково                       | деревня          | 13                                                                                         |
| 242 | Федотово                        | деревня          | 5                                                                                          |
| 243 | Филипово                        | деревня          | 9                                                                                          |
| 244 | Филиппцево                      | деревня          | 8                                                                                          |
| 245 | Хахилево                        | деревня          | 82                                                                                         |
| 246 | Хмельнево                       | деревня          | 18                                                                                         |
| 247 | Холм                            | деревня          | 1                                                                                          |
| 248 | Хрущи                           | деревня          | 1                                                                                          |
| 249 | Чамерово                        | село             | 251                                                                                        |
| 250 | Часовня                         | деревня          | Получено слишком много сущностей из Викиданные. Количество загруженных сущностей: 500/500. |
| 251 | Чернецкое                       | деревня          | Получено слишком много сущностей из Викиданные. Количество загруженных сущностей: 500/500. |
| 252 | Чернягино                       | деревня          | Получено слишком много сущностей из Викиданные. Количество загруженных сущностей: 500/500. |
| 253 | Чижово                          | деревня          | Получено слишком много сущностей из Викиданные. Количество загруженных сущностей: 500/500. |
| 254 | Чистая Дуброва                  | село             | Получено слишком много сущностей из Викиданные. Количество загруженных сущностей: 500/500. |
| 255 | Чурилково                       | деревня          | Получено слишком много сущностей из Викиданные. Количество загруженных сущностей: 500/500. |
| 256 | Чухарево                        | деревня          | Получено слишком много сущностей из Викиданные. Количество загруженных сущностей: 500/500. |
| 257 | Шарицы                          | деревня          | Получено слишком много сущностей из Викиданные. Количество загруженных сущностей: 500/500. |
| 258 | Шеломово                        | деревня          | Получено слишком много сущностей из Викиданные. Количество загруженных сущностей: 500/500. |
| 259 | Шенское                         | деревня          | Получено слишком много сущностей из Викиданные. Количество загруженных сущностей: 500/500. |
| 260 | Щелканиха                       | деревня          | Получено слишком много сущностей из Викиданные. Количество загруженных сущностей: 500/500. |
| 261 | Щетка                           | деревня          | Получено слишком много сущностей из Викиданные. Количество загруженных сущностей: 500/500. |
| 262 | Юрьевское                       | деревня          | Получено слишком много сущностей из Викиданные. Количество загруженных сущностей: 500/500. |
| 263 | Якушино                         | деревня          | Получено слишком много сущностей из Викиданные. Количество загруженных сущностей: 500/500. |
| 264 | Яснево                          | деревня          | Получено слишком много сущностей из Викиданные. Количество загруженных сущностей: 500/500. |

### Вышневолоцкий городской округ
| №   | Населённый пункт              | Тип              | Население                                                                                  |
| --- | ----------------------------- | ---------------- | ------------------------------------------------------------------------------------------ |
| 1   | Агрухино                      | деревня          | Получено слишком много сущностей из Викиданные. Количество загруженных сущностей: 500/500. |
| 2   | Агрызково                     | деревня          | Получено слишком много сущностей из Викиданные. Количество загруженных сущностей: 500/500. |
| 3   | Академическая                 | ж.д. станция     | Получено слишком много сущностей из Викиданные. Количество загруженных сущностей: 500/500. |
| 4   | Академический                 | посёлок          | Получено слишком много сущностей из Викиданные. Количество загруженных сущностей: 500/500. |
| 5   | Акшонтово                     | деревня          | Получено слишком много сущностей из Викиданные. Количество загруженных сущностей: 500/500. |
| 6   | Александровка                 | деревня          | Получено слишком много сущностей из Викиданные. Количество загруженных сущностей: 500/500. |
| 7   | Александровка                 | деревня          | Получено слишком много сущностей из Викиданные. Количество загруженных сущностей: 500/500. |
| 8   | Алексеевское                  | село             | Получено слишком много сущностей из Викиданные. Количество загруженных сущностей: 500/500. |
| 9   | Антипково                     | деревня          | Получено слишком много сущностей из Викиданные. Количество загруженных сущностей: 500/500. |
| 10  | Артюхино                      | деревня          | Получено слишком много сущностей из Викиданные. Количество загруженных сущностей: 500/500. |
| 11  | Афимьино                      | деревня          | Получено слишком много сущностей из Викиданные. Количество загруженных сущностей: 500/500. |
| 12  | Бахмара                       | деревня          | Получено слишком много сущностей из Викиданные. Количество загруженных сущностей: 500/500. |
| 13  | Башково                       | деревня          | Получено слишком много сущностей из Викиданные. Количество загруженных сущностей: 500/500. |
| 14  | Белавино                      | деревня          | Получено слишком много сущностей из Викиданные. Количество загруженных сущностей: 500/500. |
| 15  | Белое                         | деревня          | Получено слишком много сущностей из Викиданные. Количество загруженных сущностей: 500/500. |
| 16  | Белый Омут                    | посёлок          | Получено слишком много сущностей из Викиданные. Количество загруженных сущностей: 500/500. |
| 17  | Бельский                      | посёлок          | Получено слишком много сущностей из Викиданные. Количество загруженных сущностей: 500/500. |
| 18  | Беньково                      | деревня          | Получено слишком много сущностей из Викиданные. Количество загруженных сущностей: 500/500. |
| 19  | Бережок                       | деревня          | Получено слишком много сущностей из Викиданные. Количество загруженных сущностей: 500/500. |
| 20  | Березино                      | деревня          | Получено слишком много сущностей из Викиданные. Количество загруженных сущностей: 500/500. |
| 21  | Берёзка                       | деревня          | Получено слишком много сущностей из Викиданные. Количество загруженных сущностей: 500/500. |
| 22  | Бибиково                      | деревня          | Получено слишком много сущностей из Викиданные. Количество загруженных сущностей: 500/500. |
| 23  | Благодать                     | деревня          | Получено слишком много сущностей из Викиданные. Количество загруженных сущностей: 500/500. |
| 24  | Благодать                     | посёлок          | Получено слишком много сущностей из Викиданные. Количество загруженных сущностей: 500/500. |
| 25  | Бобровец                      | деревня          | Получено слишком много сущностей из Викиданные. Количество загруженных сущностей: 500/500. |
| 26  | Боброво                       | деревня          | Получено слишком много сущностей из Викиданные. Количество загруженных сущностей: 500/500. |
| 27  | Богайкино                     | деревня          | Получено слишком много сущностей из Викиданные. Количество загруженных сущностей: 500/500. |
| 28  | Богатково                     | деревня          | Получено слишком много сущностей из Викиданные. Количество загруженных сущностей: 500/500. |
| 29  | Болдырево                     | деревня          | Получено слишком много сущностей из Викиданные. Количество загруженных сущностей: 500/500. |
| 30  | Больница Участковая           | населённый пункт | Получено слишком много сущностей из Викиданные. Количество загруженных сущностей: 500/500. |
| 31  | Большие Малошевины            | деревня          | Получено слишком много сущностей из Викиданные. Количество загруженных сущностей: 500/500. |
| 32  | Большой Городок               | деревня          | Получено слишком много сущностей из Викиданные. Количество загруженных сущностей: 500/500. |
| 33  | Бор                           | деревня          | Получено слишком много сущностей из Викиданные. Количество загруженных сущностей: 500/500. |
| 34  | Бор-Космыниха                 | деревня          | Получено слишком много сущностей из Викиданные. Количество загруженных сущностей: 500/500. |
| 35  | Борисково                     | деревня          | Получено слишком много сущностей из Викиданные. Количество загруженных сущностей: 500/500. |
| 36  | Борисково                     | деревня          | Получено слишком много сущностей из Викиданные. Количество загруженных сущностей: 500/500. |
| 37  | Борисовский                   | посёлок          | Получено слишком много сущностей из Викиданные. Количество загруженных сущностей: 500/500. |
| 38  | Борки                         | деревня          | Получено слишком много сущностей из Викиданные. Количество загруженных сущностей: 500/500. |
| 39  | Боровно                       | деревня          | Получено слишком много сущностей из Викиданные. Количество загруженных сущностей: 500/500. |
| 40  | Борьково                      | деревня          | Получено слишком много сущностей из Викиданные. Количество загруженных сущностей: 500/500. |
| 41  | Бронница                      | деревня          | Получено слишком много сущностей из Викиданные. Количество загруженных сущностей: 500/500. |
| 42  | Брылево                       | деревня          | Получено слишком много сущностей из Викиданные. Количество загруженных сущностей: 500/500. |
| 43  | Буславля                      | деревня          | Получено слишком много сущностей из Викиданные. Количество загруженных сущностей: 500/500. |
| 44  | Бухолово                      | деревня          | Получено слишком много сущностей из Викиданные. Количество загруженных сущностей: 500/500. |
| 45  | Быстрое                       | деревня          | Получено слишком много сущностей из Викиданные. Количество загруженных сущностей: 500/500. |
| 46  | Валентиновка                  | деревня          | Получено слишком много сущностей из Викиданные. Количество загруженных сущностей: 500/500. |
| 47  | Василево                      | деревня          | Получено слишком много сущностей из Викиданные. Количество загруженных сущностей: 500/500. |
| 48  | Васильево                     | деревня          | Получено слишком много сущностей из Викиданные. Количество загруженных сущностей: 500/500. |
| 49  | Вели                          | деревня          | Получено слишком много сущностей из Викиданные. Количество загруженных сущностей: 500/500. |
| 50  | Великий Двор                  | деревня          | Получено слишком много сущностей из Викиданные. Количество загруженных сущностей: 500/500. |
| 51  | Веретье                       | деревня          | Получено слишком много сущностей из Викиданные. Количество загруженных сущностей: 500/500. |
| 52  | Веселёво                      | деревня          | Получено слишком много сущностей из Викиданные. Количество загруженных сущностей: 500/500. |
| 53  | Ветучасток                    | населённый пункт | Получено слишком много сущностей из Викиданные. Количество загруженных сущностей: 500/500. |
| 54  | Ветча                         | деревня          | Получено слишком много сущностей из Викиданные. Количество загруженных сущностей: 500/500. |
| 55  | Владычно                      | деревня          | Получено слишком много сущностей из Викиданные. Количество загруженных сущностей: 500/500. |
| 56  | Власовка                      | деревня          | Получено слишком много сущностей из Викиданные. Количество загруженных сущностей: 500/500. |
| 57  | Войбутская Гора               | деревня          | Получено слишком много сущностей из Викиданные. Количество загруженных сущностей: 500/500. |
| 58  | Волково                       | деревня          | Получено слишком много сущностей из Викиданные. Количество загруженных сущностей: 500/500. |
| 59  | Волошно                       | деревня          | Получено слишком много сущностей из Викиданные. Количество загруженных сущностей: 500/500. |
| 60  | Выходцы                       | деревня          | Получено слишком много сущностей из Викиданные. Количество загруженных сущностей: 500/500. |
| 61  | Вышний Волочёк                | город            | Получено слишком много сущностей из Викиданные. Количество загруженных сущностей: 500/500. |
| 62  | Вязьмиха                      | деревня          | Получено слишком много сущностей из Викиданные. Количество загруженных сущностей: 500/500. |
| 63  | Гаврилово                     | деревня          | Получено слишком много сущностей из Викиданные. Количество загруженных сущностей: 500/500. |
| 64  | Галкино                       | деревня          | Получено слишком много сущностей из Викиданные. Количество загруженных сущностей: 500/500. |
| 65  | Гарусово                      | деревня          | Получено слишком много сущностей из Викиданные. Количество загруженных сущностей: 500/500. |
| 66  | Гарусово                      | деревня          | Получено слишком много сущностей из Викиданные. Количество загруженных сущностей: 500/500. |
| 67  | Гирино                        | деревня          | Получено слишком много сущностей из Викиданные. Количество загруженных сущностей: 500/500. |
| 68  | Гирино                        | деревня          | Получено слишком много сущностей из Викиданные. Количество загруженных сущностей: 500/500. |
| 69  | Глебово                       | деревня          | Получено слишком много сущностей из Викиданные. Количество загруженных сущностей: 500/500. |
| 70  | Глебцово                      | деревня          | Получено слишком много сущностей из Викиданные. Количество загруженных сущностей: 500/500. |
| 71  | Глубокое                      | деревня          | Получено слишком много сущностей из Викиданные. Количество загруженных сущностей: 500/500. |
| 72  | Головкино                     | деревня          | Получено слишком много сущностей из Викиданные. Количество загруженных сущностей: 500/500. |
| 73  | Голубница                     | деревня          | Получено слишком много сущностей из Викиданные. Количество загруженных сущностей: 500/500. |
| 74  | Горбово                       | деревня          | Получено слишком много сущностей из Викиданные. Количество загруженных сущностей: 500/500. |
| 75  | Горелышево                    | посёлок          | Получено слишком много сущностей из Викиданные. Количество загруженных сущностей: 500/500. |
| 76  | Горка                         | деревня          | Получено слишком много сущностей из Викиданные. Количество загруженных сущностей: 500/500. |
| 77  | Горка                         | деревня          | Получено слишком много сущностей из Викиданные. Количество загруженных сущностей: 500/500. |
| 78  | Горняк                        | посёлок          | Получено слишком много сущностей из Викиданные. Количество загруженных сущностей: 500/500. |
| 79  | Горончарово                   | деревня          | Получено слишком много сущностей из Викиданные. Количество загруженных сущностей: 500/500. |
| 80  | Горчель                       | деревня          | Получено слишком много сущностей из Викиданные. Количество загруженных сущностей: 500/500. |
| 81  | Граница                       | деревня          | Получено слишком много сущностей из Викиданные. Количество загруженных сущностей: 500/500. |
| 82  | Гряды                         | деревня          | Получено слишком много сущностей из Викиданные. Количество загруженных сущностей: 500/500. |
| 83  | Гуровичи                      | посёлок          | Получено слишком много сущностей из Викиданные. Количество загруженных сущностей: 500/500. |
| 84  | Данильцево                    | деревня          | Получено слишком много сущностей из Викиданные. Количество загруженных сущностей: 500/500. |
| 85  | Деревково                     | деревня          | Получено слишком много сущностей из Викиданные. Количество загруженных сущностей: 500/500. |
| 86  | Детский Дом № 1               | населённый пункт | Получено слишком много сущностей из Викиданные. Количество загруженных сущностей: 500/500. |
| 87  | Дивинец                       | деревня          | Получено слишком много сущностей из Викиданные. Количество загруженных сущностей: 500/500. |
| 88  | Дмитровка                     | деревня          | Получено слишком много сущностей из Викиданные. Количество загруженных сущностей: 500/500. |
| 89  | Добрецово                     | деревня          | Получено слишком много сущностей из Викиданные. Количество загруженных сущностей: 500/500. |
| 90  | Домославль                    | деревня          | Получено слишком много сущностей из Викиданные. Количество загруженных сущностей: 500/500. |
| 91  | Дорки                         | посёлок          | Получено слишком много сущностей из Викиданные. Количество загруженных сущностей: 500/500. |
| 92  | Дорниково                     | деревня          | Получено слишком много сущностей из Викиданные. Количество загруженных сущностей: 500/500. |
| 93  | Доруха                        | деревня          | Получено слишком много сущностей из Викиданные. Количество загруженных сущностей: 500/500. |
| 94  | Дроздово                      | деревня          | Получено слишком много сущностей из Викиданные. Количество загруженных сущностей: 500/500. |
| 95  | Дубровка                      | деревня          | Получено слишком много сущностей из Викиданные. Количество загруженных сущностей: 500/500. |
| 96  | Дуброво                       | деревня          | Получено слишком много сущностей из Викиданные. Количество загруженных сущностей: 500/500. |
| 97  | Дуброво                       | деревня          | Получено слишком много сущностей из Викиданные. Количество загруженных сущностей: 500/500. |
| 98  | Дудиха                        | деревня          | Получено слишком много сущностей из Викиданные. Количество загруженных сущностей: 500/500. |
| 99  | Дунай                         | деревня          | Получено слишком много сущностей из Викиданные. Количество загруженных сущностей: 500/500. |
| 100 | Дуплево                       | деревня          | Получено слишком много сущностей из Викиданные. Количество загруженных сущностей: 500/500. |
| 101 | Дятлово                       | деревня          | Получено слишком много сущностей из Викиданные. Количество загруженных сущностей: 500/500. |
| 102 | Елизаветино                   | деревня          | Получено слишком много сущностей из Викиданные. Количество загруженных сущностей: 500/500. |
| 103 | Елизаровка                    | ж.д. станция     | Получено слишком много сущностей из Викиданные. Количество загруженных сущностей: 500/500. |
| 104 | Елизаровка                    | деревня          | Получено слишком много сущностей из Викиданные. Количество загруженных сущностей: 500/500. |
| 105 | Еляково                       | деревня          | Получено слишком много сущностей из Викиданные. Количество загруженных сущностей: 500/500. |
| 106 | Емельянова Горка              | деревня          | Получено слишком много сущностей из Викиданные. Количество загруженных сущностей: 500/500. |
| 107 | Ермаково                      | деревня          | Получено слишком много сущностей из Викиданные. Количество загруженных сущностей: 500/500. |
| 108 | Ермолкино                     | деревня          | Получено слишком много сущностей из Викиданные. Количество загруженных сущностей: 500/500. |
| 109 | Есеновичи                     | село             | Получено слишком много сущностей из Викиданные. Количество загруженных сущностей: 500/500. |
| 110 | Ескино                        | деревня          | Получено слишком много сущностей из Викиданные. Количество загруженных сущностей: 500/500. |
| 111 | Жальцы                        | деревня          | Получено слишком много сущностей из Викиданные. Количество загруженных сущностей: 500/500. |
| 112 | Железняк                      | посёлок          | Получено слишком много сущностей из Викиданные. Количество загруженных сущностей: 500/500. |
| 113 | Желниха                       | деревня          | Получено слишком много сущностей из Викиданные. Количество загруженных сущностей: 500/500. |
| 114 | Жилотково                     | деревня          | Получено слишком много сущностей из Викиданные. Количество загруженных сущностей: 500/500. |
| 115 | Житово                        | деревня          | Получено слишком много сущностей из Викиданные. Количество загруженных сущностей: 500/500. |
| 116 | Жуково                        | посёлок          | Получено слишком много сущностей из Викиданные. Количество загруженных сущностей: 500/500. |
| 117 | Заборовье                     | деревня          | Получено слишком много сущностей из Викиданные. Количество загруженных сущностей: 500/500. |
| 118 | Заборье                       | деревня          | Получено слишком много сущностей из Викиданные. Количество загруженных сущностей: 500/500. |
| 119 | Залучье                       | деревня          | Получено слишком много сущностей из Викиданные. Количество загруженных сущностей: 500/500. |
| 120 | Заполье                       | деревня          | Получено слишком много сущностей из Викиданные. Количество загруженных сущностей: 500/500. |
| 121 | Заречье                       | деревня          | Получено слишком много сущностей из Викиданные. Количество загруженных сущностей: 500/500. |
| 122 | Заход                         | деревня          | Получено слишком много сущностей из Викиданные. Количество загруженных сущностей: 500/500. |
| 123 | Зашишевье                     | деревня          | Получено слишком много сущностей из Викиданные. Количество загруженных сущностей: 500/500. |
| 124 | Зеленогорский                 | посёлок          | Получено слишком много сущностей из Викиданные. Количество загруженных сущностей: 500/500. |
| 125 | Зеленцово                     | деревня          | Получено слишком много сущностей из Викиданные. Количество загруженных сущностей: 500/500. |
| 126 | Зелёный                       | посёлок          | Получено слишком много сущностей из Викиданные. Количество загруженных сущностей: 500/500. |
| 127 | Иванково                      | деревня          | Получено слишком много сущностей из Викиданные. Количество загруженных сущностей: 500/500. |
| 128 | Иванково                      | деревня          | Получено слишком много сущностей из Викиданные. Количество загруженных сущностей: 500/500. |
| 129 | Иваньково                     | деревня          | Получено слишком много сущностей из Викиданные. Количество загруженных сущностей: 500/500. |
| 130 | Игнатиха                      | деревня          | Получено слишком много сущностей из Викиданные. Количество загруженных сущностей: 500/500. |
| 131 | Иевцево                       | деревня          | Получено слишком много сущностей из Викиданные. Количество загруженных сущностей: 500/500. |
| 132 | Ильинское                     | деревня          | Получено слишком много сущностей из Викиданные. Количество загруженных сущностей: 500/500. |
| 133 | Калиты                        | деревня          | Получено слишком много сущностей из Викиданные. Количество загруженных сущностей: 500/500. |
| 134 | Камушки                       | деревня          | Получено слишком много сущностей из Викиданные. Количество загруженных сущностей: 500/500. |
| 135 | Карзово                       | деревня          | Получено слишком много сущностей из Викиданные. Количество загруженных сущностей: 500/500. |
| 136 | Кишарино                      | деревня          | Получено слишком много сущностей из Викиданные. Количество загруженных сущностей: 500/500. |
| 137 | Княщины                       | деревня          | Получено слишком много сущностей из Викиданные. Количество загруженных сущностей: 500/500. |
| 138 | Кожакино                      | деревня          | Получено слишком много сущностей из Викиданные. Количество загруженных сущностей: 500/500. |
| 139 | Кожино                        | деревня          | Получено слишком много сущностей из Викиданные. Количество загруженных сущностей: 500/500. |
| 140 | Колмаково                     | деревня          | Получено слишком много сущностей из Викиданные. Количество загруженных сущностей: 500/500. |
| 141 | Колокольня                    | деревня          | Получено слишком много сущностей из Викиданные. Количество загруженных сущностей: 500/500. |
| 142 | Коломно                       | село             | Получено слишком много сущностей из Викиданные. Количество загруженных сущностей: 500/500. |
| 143 | Колотово                      | деревня          | Получено слишком много сущностей из Викиданные. Количество загруженных сущностей: 500/500. |
| 144 | Константиниха                 | деревня          | Получено слишком много сущностей из Викиданные. Количество загруженных сущностей: 500/500. |
| 145 | Королево                      | деревня          | Получено слишком много сущностей из Викиданные. Количество загруженных сущностей: 500/500. |
| 146 | Коростово                     | деревня          | Получено слишком много сущностей из Викиданные. Количество загруженных сущностей: 500/500. |
| 147 | Космыниха                     | деревня          | Получено слишком много сущностей из Викиданные. Количество загруженных сущностей: 500/500. |
| 148 | Кочеево                       | деревня          | Получено слишком много сущностей из Викиданные. Количество загруженных сущностей: 500/500. |
| 149 | Красная Горка                 | деревня          | Получено слишком много сущностей из Викиданные. Количество загруженных сущностей: 500/500. |
| 150 | Красная Заря                  | посёлок          | Получено слишком много сущностей из Викиданные. Количество загруженных сущностей: 500/500. |
| 151 | Красное                       | деревня          | Получено слишком много сущностей из Викиданные. Количество загруженных сущностей: 500/500. |
| 152 | Красномайский                 | пгт              | Получено слишком много сущностей из Викиданные. Количество загруженных сущностей: 500/500. |
| 153 | Красный Городок               | деревня          | Получено слишком много сущностей из Викиданные. Количество загруженных сущностей: 500/500. |
| 154 | Кресилово                     | деревня          | Получено слишком много сущностей из Викиданные. Количество загруженных сущностей: 500/500. |
| 155 | Кривцово                      | деревня          | Получено слишком много сущностей из Викиданные. Количество загруженных сущностей: 500/500. |
| 156 | Кривцово                      | деревня          | Получено слишком много сущностей из Викиданные. Количество загруженных сущностей: 500/500. |
| 157 | Круглица                      | деревня          | Получено слишком много сущностей из Викиданные. Количество загруженных сущностей: 500/500. |
| 158 | Крутец                        | деревня          | Получено слишком много сущностей из Викиданные. Количество загруженных сущностей: 500/500. |
| 159 | Крутец                        | деревня          | Получено слишком много сущностей из Викиданные. Количество загруженных сущностей: 500/500. |
| 160 | Кузлово                       | деревня          | Получено слишком много сущностей из Викиданные. Количество загруженных сущностей: 500/500. |
| 161 | Кузнецово                     | деревня          | Получено слишком много сущностей из Викиданные. Количество загруженных сущностей: 500/500. |
| 162 | Кузнечиха                     | деревня          | Получено слишком много сущностей из Викиданные. Количество загруженных сущностей: 500/500. |
| 163 | Кукаркино                     | деревня          | Получено слишком много сущностей из Викиданные. Количество загруженных сущностей: 500/500. |
| 164 | Кулотино                      | деревня          | Получено слишком много сущностей из Викиданные. Количество загруженных сущностей: 500/500. |
| 165 | Кунинский                     | посёлок          | Получено слишком много сущностей из Викиданные. Количество загруженных сущностей: 500/500. |
| 166 | Курское                       | деревня          | Получено слишком много сущностей из Викиданные. Количество загруженных сущностей: 500/500. |
| 167 | Лаврово                       | деревня          | Получено слишком много сущностей из Викиданные. Количество загруженных сущностей: 500/500. |
| 168 | Ладыгино                      | деревня          | Получено слишком много сущностей из Викиданные. Количество загруженных сущностей: 500/500. |
| 169 | Лахново                       | деревня          | Получено слишком много сущностей из Викиданные. Количество загруженных сущностей: 500/500. |
| 170 | Лебединец                     | деревня          | Получено слишком много сущностей из Викиданные. Количество загруженных сущностей: 500/500. |
| 171 | Лебзово                       | деревня          | Получено слишком много сущностей из Викиданные. Количество загруженных сущностей: 500/500. |
| 172 | Леонтьево                     | ж.д. станция     | Получено слишком много сущностей из Викиданные. Количество загруженных сущностей: 500/500. |
| 173 | Липино                        | деревня          | Получено слишком много сущностей из Викиданные. Количество загруженных сущностей: 500/500. |
| 174 | Липовец                       | деревня          | Получено слишком много сущностей из Викиданные. Количество загруженных сущностей: 500/500. |
| 175 | Лисково                       | деревня          | Получено слишком много сущностей из Викиданные. Количество загруженных сущностей: 500/500. |
| 176 | Литвиново                     | деревня          | Получено слишком много сущностей из Викиданные. Количество загруженных сущностей: 500/500. |
| 177 | Лужниково                     | деревня          | Получено слишком много сущностей из Викиданные. Количество загруженных сущностей: 500/500. |
| 178 | Лукино                        | деревня          | Получено слишком много сущностей из Викиданные. Количество загруженных сущностей: 500/500. |
| 179 | Лутково                       | деревня          | Получено слишком много сущностей из Викиданные. Количество загруженных сущностей: 500/500. |
| 180 | Лютивля                       | деревня          | Получено слишком много сущностей из Викиданные. Количество загруженных сущностей: 500/500. |
| 181 | Лядины                        | деревня          | Получено слишком много сущностей из Викиданные. Количество загруженных сущностей: 500/500. |
| 182 | Лялино                        | деревня          | Получено слишком много сущностей из Викиданные. Количество загруженных сущностей: 500/500. |
| 183 | Ляпуниха                      | деревня          | Получено слишком много сущностей из Викиданные. Количество загруженных сущностей: 500/500. |
| 184 | Мазово                        | деревня          | Получено слишком много сущностей из Викиданные. Количество загруженных сущностей: 500/500. |
| 185 | Макарьино                     | деревня          | Получено слишком много сущностей из Викиданные. Количество загруженных сущностей: 500/500. |
| 186 | Малая Емельянова Горка        | деревня          | Получено слишком много сущностей из Викиданные. Количество загруженных сущностей: 500/500. |
| 187 | Малое Гудобино                | деревня          | Получено слишком много сущностей из Викиданные. Количество загруженных сущностей: 500/500. |
| 188 | Малое Хребтово                | деревня          | Получено слишком много сущностей из Викиданные. Количество загруженных сущностей: 500/500. |
| 189 | Малый Городок                 | деревня          | Получено слишком много сущностей из Викиданные. Количество загруженных сущностей: 500/500. |
| 190 | Мальцево                      | деревня          | Получено слишком много сущностей из Викиданные. Количество загруженных сущностей: 500/500. |
| 191 | Мануйлово                     | деревня          | Получено слишком много сущностей из Викиданные. Количество загруженных сущностей: 500/500. |
| 192 | Маньково                      | деревня          | Получено слишком много сущностей из Викиданные. Количество загруженных сущностей: 500/500. |
| 193 | Мартус                        | деревня          | Получено слишком много сущностей из Викиданные. Количество загруженных сущностей: 500/500. |
| 194 | Матеево                       | деревня          | Получено слишком много сущностей из Викиданные. Количество загруженных сущностей: 500/500. |
| 195 | Медведево                     | деревня          | Получено слишком много сущностей из Викиданные. Количество загруженных сущностей: 500/500. |
| 196 | Межник                        | деревня          | Получено слишком много сущностей из Викиданные. Количество загруженных сущностей: 500/500. |
| 197 | Межуиха                       | деревня          | Получено слишком много сущностей из Викиданные. Количество загруженных сущностей: 500/500. |
| 198 | Михайлово                     | деревня          | Получено слишком много сущностей из Викиданные. Количество загруженных сущностей: 500/500. |
| 199 | Мошково                       | деревня          | Получено слишком много сущностей из Викиданные. Количество загруженных сущностей: 500/500. |
| 200 | Мякишево                      | деревня          | Получено слишком много сущностей из Викиданные. Количество загруженных сущностей: 500/500. |
| 201 | Находно                       | деревня          | Получено слишком много сущностей из Викиданные. Количество загруженных сущностей: 500/500. |
| 202 | Ненорово                      | деревня          | Получено слишком много сущностей из Викиданные. Количество загруженных сущностей: 500/500. |
| 203 | Нива 1                        | деревня          | Получено слишком много сущностей из Викиданные. Количество загруженных сущностей: 500/500. |
| 204 | Нивище                        | деревня          | Получено слишком много сущностей из Викиданные. Количество загруженных сущностей: 500/500. |
| 205 | Никиткино                     | деревня          | Получено слишком много сущностей из Викиданные. Количество загруженных сущностей: 500/500. |
| 206 | Никифорково                   | деревня          | Получено слишком много сущностей из Викиданные. Количество загруженных сущностей: 500/500. |
| 207 | Никифорово                    | деревня          | Получено слишком много сущностей из Викиданные. Количество загруженных сущностей: 500/500. |
| 208 | Николаевское                  | деревня          | Получено слишком много сущностей из Викиданные. Количество загруженных сущностей: 500/500. |
| 209 | Никулино                      | деревня          | Получено слишком много сущностей из Викиданные. Количество загруженных сущностей: 500/500. |
| 210 | Новины                        | деревня          | Получено слишком много сущностей из Викиданные. Количество загруженных сущностей: 500/500. |
| 211 | Новое Котчище                 | деревня          | Получено слишком много сущностей из Викиданные. Количество загруженных сущностей: 500/500. |
| 212 | Новое Курово                  | деревня          | Получено слишком много сущностей из Викиданные. Количество загруженных сущностей: 500/500. |
| 213 | Новое Почвино                 | деревня          | Получено слишком много сущностей из Викиданные. Количество загруженных сущностей: 500/500. |
| 214 | Новое Село                    | деревня          | Получено слишком много сущностей из Викиданные. Количество загруженных сущностей: 500/500. |
| 215 | Новый                         | посёлок          | Получено слишком много сущностей из Викиданные. Количество загруженных сущностей: 500/500. |
| 216 | Ножкино                       | деревня          | Получено слишком много сущностей из Викиданные. Количество загруженных сущностей: 500/500. |
| 217 | Норфино                       | деревня          | Получено слишком много сущностей из Викиданные. Количество загруженных сущностей: 500/500. |
| 218 | Облино                        | деревня          | Получено слишком много сущностей из Викиданные. Количество загруженных сущностей: 500/500. |
| 219 | Обрадово                      | деревня          | Получено слишком много сущностей из Викиданные. Количество загруженных сущностей: 500/500. |
| 220 | Овинники                      | деревня          | Получено слишком много сущностей из Викиданные. Количество загруженных сущностей: 500/500. |
| 221 | Овсище                        | деревня          | Получено слишком много сущностей из Викиданные. Количество загруженных сущностей: 500/500. |
| 222 | Овсище                        | посёлок          | Получено слишком много сущностей из Викиданные. Количество загруженных сущностей: 500/500. |
| 223 | Озеряево                      | деревня          | Получено слишком много сущностей из Викиданные. Количество загруженных сущностей: 500/500. |
| 224 | Октябрьский                   | посёлок          | Получено слишком много сущностей из Викиданные. Количество загруженных сущностей: 500/500. |
| 225 | Олохово                       | деревня          | Получено слишком много сущностей из Викиданные. Количество загруженных сущностей: 500/500. |
| 226 | Осеченка                      | посёлок          | Получено слишком много сущностей из Викиданные. Количество загруженных сущностей: 500/500. |
| 227 | Осечно                        | село             | Получено слишком много сущностей из Викиданные. Количество загруженных сущностей: 500/500. |
| 228 | Осиновик                      | деревня          | Получено слишком много сущностей из Викиданные. Количество загруженных сущностей: 500/500. |
| 229 | Осовец                        | деревня          | Получено слишком много сущностей из Викиданные. Количество загруженных сущностей: 500/500. |
| 230 | Остров                        | деревня          | Получено слишком много сущностей из Викиданные. Количество загруженных сущностей: 500/500. |
| 231 | Отдельный Дом Дачи Художников | населённый пункт | Получено слишком много сущностей из Викиданные. Количество загруженных сущностей: 500/500. |
| 232 | Очеп                          | деревня          | Получено слишком много сущностей из Викиданные. Количество загруженных сущностей: 500/500. |
| 233 | Павлово                       | деревня          | Получено слишком много сущностей из Викиданные. Количество загруженных сущностей: 500/500. |
| 234 | Падальцево                    | деревня          | Получено слишком много сущностей из Викиданные. Количество загруженных сущностей: 500/500. |
| 235 | Паньково                      | деревня          | Получено слишком много сущностей из Викиданные. Количество загруженных сущностей: 500/500. |
| 236 | Пашино                        | деревня          | Получено слишком много сущностей из Викиданные. Количество загруженных сущностей: 500/500. |
| 237 | Пашино                        | деревня          | Получено слишком много сущностей из Викиданные. Количество загруженных сущностей: 500/500. |
| 238 | Первитино                     | деревня          | Получено слишком много сущностей из Викиданные. Количество загруженных сущностей: 500/500. |
| 239 | Перерва                       | деревня          | Получено слишком много сущностей из Викиданные. Количество загруженных сущностей: 500/500. |
| 240 | Пестово                       | деревня          | Получено слишком много сущностей из Викиданные. Количество загруженных сущностей: 500/500. |
| 241 | Петрилово                     | деревня          | Получено слишком много сущностей из Викиданные. Количество загруженных сущностей: 500/500. |
| 242 | Петровка                      | деревня          | Получено слишком много сущностей из Викиданные. Количество загруженных сущностей: 500/500. |
| 243 | Петрово                       | деревня          | Получено слишком много сущностей из Викиданные. Количество загруженных сущностей: 500/500. |
| 244 | Печниково                     | деревня          | Получено слишком много сущностей из Викиданные. Количество загруженных сущностей: 500/500. |
| 245 | Плотично                      | деревня          | Получено слишком много сущностей из Викиданные. Количество загруженных сущностей: 500/500. |
| 246 | Подберезье                    | деревня          | Получено слишком много сущностей из Викиданные. Количество загруженных сущностей: 500/500. |
| 247 | Подол                         | деревня          | Получено слишком много сущностей из Викиданные. Количество загруженных сущностей: 500/500. |
| 248 | Подольховец                   | деревня          | Получено слишком много сущностей из Викиданные. Количество загруженных сущностей: 500/500. |
| 249 | Подшевелиха                   | деревня          | Получено слишком много сущностей из Викиданные. Количество загруженных сущностей: 500/500. |
| 250 | Полицкое                      | деревня          | Получено слишком много сущностей из Викиданные. Количество загруженных сущностей: 500/500. |
| 251 | Почеп                         | деревня          | Получено слишком много сущностей из Викиданные. Количество загруженных сущностей: 500/500. |
| 252 | Починок                       | деревня          | Получено слишком много сущностей из Викиданные. Количество загруженных сущностей: 500/500. |
| 253 | Починок                       | деревня          | Получено слишком много сущностей из Викиданные. Количество загруженных сущностей: 500/500. |
| 254 | Починок                       | деревня          | Получено слишком много сущностей из Викиданные. Количество загруженных сущностей: 500/500. |
| 255 | Пригородный                   | посёлок          | Получено слишком много сущностей из Викиданные. Количество загруженных сущностей: 500/500. |
| 256 | Приозёрный                    | посёлок          | #Н/Д                                                                                       |
| 257 | Прохово                       | деревня          | Получено слишком много сущностей из Викиданные. Количество загруженных сущностей: 500/500. |
| 258 | Прямик                        | деревня          | Получено слишком много сущностей из Викиданные. Количество загруженных сущностей: 500/500. |
| 259 | Пугино                        | деревня          | Получено слишком много сущностей из Викиданные. Количество загруженных сущностей: 500/500. |
| 260 | Пугино                        | посёлок          | Получено слишком много сущностей из Викиданные. Количество загруженных сущностей: 500/500. |
| 261 | Пуйга                         | деревня          | Получено слишком много сущностей из Викиданные. Количество загруженных сущностей: 500/500. |
| 262 | Пустынь                       | деревня          | Получено слишком много сущностей из Викиданные. Количество загруженных сущностей: 500/500. |
| 263 | Рагозино                      | деревня          | Получено слишком много сущностей из Викиданные. Количество загруженных сущностей: 500/500. |
| 264 | Ратмирово                     | деревня          | Получено слишком много сущностей из Викиданные. Количество загруженных сущностей: 500/500. |
| 265 | Рвеница                       | деревня          | Получено слишком много сущностей из Викиданные. Количество загруженных сущностей: 500/500. |
| 266 | Редькино                      | деревня          | Получено слишком много сущностей из Викиданные. Количество загруженных сущностей: 500/500. |
| 267 | Речка                         | деревня          | Получено слишком много сущностей из Викиданные. Количество загруженных сущностей: 500/500. |
| 268 | Рог                           | деревня          | Получено слишком много сущностей из Викиданные. Количество загруженных сущностей: 500/500. |
| 269 | Рогачёво                      | деревня          | Получено слишком много сущностей из Викиданные. Количество загруженных сущностей: 500/500. |
| 270 | Рудневка                      | посёлок          | Получено слишком много сущностей из Викиданные. Количество загруженных сущностей: 500/500. |
| 271 | Русская Гора                  | деревня          | Получено слишком много сущностей из Викиданные. Количество загруженных сущностей: 500/500. |
| 272 | Рученая                       | посёлок          | Получено слишком много сущностей из Викиданные. Количество загруженных сущностей: 500/500. |
| 273 | Рыскино                       | деревня          | Получено слишком много сущностей из Викиданные. Количество загруженных сущностей: 500/500. |
| 274 | Рябиниха                      | деревня          | Получено слишком много сущностей из Викиданные. Количество загруженных сущностей: 500/500. |
| 275 | Рябиновка 2-я                 | посёлок          | Получено слишком много сущностей из Викиданные. Количество загруженных сущностей: 500/500. |
| 276 | Ряд                           | деревня          | Получено слишком много сущностей из Викиданные. Количество загруженных сущностей: 500/500. |
| 277 | Садовый                       | посёлок          | Получено слишком много сущностей из Викиданные. Количество загруженных сущностей: 500/500. |
| 278 | Салпа                         | деревня          | Получено слишком много сущностей из Викиданные. Количество загруженных сущностей: 500/500. |
| 279 | Сандилово                     | деревня          | Получено слишком много сущностей из Викиданные. Количество загруженных сущностей: 500/500. |
| 280 | Семкино                       | деревня          | Получено слишком много сущностей из Викиданные. Количество загруженных сущностей: 500/500. |
| 281 | Сергеевское                   | деревня          | Получено слишком много сущностей из Викиданные. Количество загруженных сущностей: 500/500. |
| 282 | Серебряники                   | посёлок          | Получено слишком много сущностей из Викиданные. Количество загруженных сущностей: 500/500. |
| 283 | Ситниково                     | деревня          | Получено слишком много сущностей из Викиданные. Количество загруженных сущностей: 500/500. |
| 284 | Смородино                     | деревня          | Получено слишком много сущностей из Викиданные. Количество загруженных сущностей: 500/500. |
| 285 | Смотрово                      | деревня          | Получено слишком много сущностей из Викиданные. Количество загруженных сущностей: 500/500. |
| 286 | Солнечный                     | посёлок          | Получено слишком много сущностей из Викиданные. Количество загруженных сущностей: 500/500. |
| 287 | Сопино                        | деревня          | Получено слишком много сущностей из Викиданные. Количество загруженных сущностей: 500/500. |
| 288 | Сороки                        | деревня          | Получено слишком много сущностей из Викиданные. Количество загруженных сущностей: 500/500. |
| 289 | Сорочиха                      | деревня          | Получено слишком много сущностей из Викиданные. Количество загруженных сущностей: 500/500. |
| 290 | Старое                        | деревня          | Получено слишком много сущностей из Викиданные. Количество загруженных сущностей: 500/500. |
| 291 | Старое                        | деревня          | Получено слишком много сущностей из Викиданные. Количество загруженных сущностей: 500/500. |
| 292 | Старое Котчище                | деревня          | Получено слишком много сущностей из Викиданные. Количество загруженных сущностей: 500/500. |
| 293 | Старое Курово                 | деревня          | Получено слишком много сущностей из Викиданные. Количество загруженных сущностей: 500/500. |
| 294 | Старое Почвино                | деревня          | Получено слишком много сущностей из Викиданные. Количество загруженных сущностей: 500/500. |
| 295 | Столпниково                   | деревня          | Получено слишком много сущностей из Викиданные. Количество загруженных сущностей: 500/500. |
| 296 | Стройково                     | деревня          | Получено слишком много сущностей из Викиданные. Количество загруженных сущностей: 500/500. |
| 297 | Сухинино                      | деревня          | Получено слишком много сущностей из Викиданные. Количество загруженных сущностей: 500/500. |
| 298 | Сухохлебово                   | деревня          | Получено слишком много сущностей из Викиданные. Количество загруженных сущностей: 500/500. |
| 299 | Сушино                        | деревня          | Получено слишком много сущностей из Викиданные. Количество загруженных сущностей: 500/500. |
| 300 | Табошево                      | деревня          | Получено слишком много сущностей из Викиданные. Количество загруженных сущностей: 500/500. |
| 301 | Тверстянка                    | деревня          | Получено слишком много сущностей из Викиданные. Количество загруженных сущностей: 500/500. |
| 302 | Тёплое                        | деревня          | Получено слишком много сущностей из Викиданные. Количество загруженных сущностей: 500/500. |
| 303 | Терелесово                    | деревня          | Получено слишком много сущностей из Викиданные. Количество загруженных сущностей: 500/500. |
| 304 | Терелесовский                 | посёлок          | Получено слишком много сущностей из Викиданные. Количество загруженных сущностей: 500/500. |
| 305 | Терпигорево                   | деревня          | Получено слишком много сущностей из Викиданные. Количество загруженных сущностей: 500/500. |
| 306 | Третниково                    | деревня          | Получено слишком много сущностей из Викиданные. Количество загруженных сущностей: 500/500. |
| 307 | Трудовой                      | посёлок          | Получено слишком много сущностей из Викиданные. Количество загруженных сущностей: 500/500. |
| 308 | Труфаниха                     | деревня          | Получено слишком много сущностей из Викиданные. Количество загруженных сущностей: 500/500. |
| 309 | Тубосс                        | деревня          | Получено слишком много сущностей из Викиданные. Количество загруженных сущностей: 500/500. |
| 310 | Тубосская Горка               | деревня          | Получено слишком много сущностей из Викиданные. Количество загруженных сущностей: 500/500. |
| 311 | Улиткино                      | деревня          | Получено слишком много сущностей из Викиданные. Количество загруженных сущностей: 500/500. |
| 312 | Усаново                       | деревня          | Получено слишком много сущностей из Викиданные. Количество загруженных сущностей: 500/500. |
| 313 | Ухаб                          | деревня          | Получено слишком много сущностей из Викиданные. Количество загруженных сущностей: 500/500. |
| 314 | Федово                        | деревня          | Получено слишком много сущностей из Викиданные. Количество загруженных сущностей: 500/500. |
| 315 | Федово                        | деревня          | Получено слишком много сущностей из Викиданные. Количество загруженных сущностей: 500/500. |
| 316 | Федориха                      | деревня          | Получено слишком много сущностей из Викиданные. Количество загруженных сущностей: 500/500. |
| 317 | Фёдоров Двор                  | деревня          | Получено слишком много сущностей из Викиданные. Количество загруженных сущностей: 500/500. |
| 318 | Фенютиха                      | деревня          | Получено слишком много сущностей из Викиданные. Количество загруженных сущностей: 500/500. |
| 319 | Фефелово                      | деревня          | Получено слишком много сущностей из Викиданные. Количество загруженных сущностей: 500/500. |
| 320 | Фешино                        | деревня          | Получено слишком много сущностей из Викиданные. Количество загруженных сущностей: 500/500. |
| 321 | Филатиха                      | деревня          | Получено слишком много сущностей из Викиданные. Количество загруженных сущностей: 500/500. |
| 322 | Финдиряево                    | деревня          | Получено слишком много сущностей из Викиданные. Количество загруженных сущностей: 500/500. |
| 323 | Хвошно                        | деревня          | Получено слишком много сущностей из Викиданные. Количество загруженных сущностей: 500/500. |
| 324 | Холохолёнка                   | деревня          | Получено слишком много сущностей из Викиданные. Количество загруженных сущностей: 500/500. |
| 325 | Хорево                        | деревня          | Получено слишком много сущностей из Викиданные. Количество загруженных сущностей: 500/500. |
| 326 | Хребтово                      | деревня          | Получено слишком много сущностей из Викиданные. Количество загруженных сущностей: 500/500. |
| 327 | Цибульская Горка              | деревня          | Получено слишком много сущностей из Викиданные. Количество загруженных сущностей: 500/500. |
| 328 | Чеполшево                     | деревня          | Получено слишком много сущностей из Викиданные. Количество загруженных сущностей: 500/500. |
| 329 | Черенцово                     | деревня          | Получено слишком много сущностей из Викиданные. Количество загруженных сущностей: 500/500. |
| 330 | Чёрная Грязь                  | деревня          | Получено слишком много сущностей из Викиданные. Количество загруженных сущностей: 500/500. |
| 331 | Чистяки                       | деревня          | Получено слишком много сущностей из Викиданные. Количество загруженных сущностей: 500/500. |
| 332 | Шелемиха                      | деревня          | Получено слишком много сущностей из Викиданные. Количество загруженных сущностей: 500/500. |
| 333 | Шепелькино                    | деревня          | Получено слишком много сущностей из Викиданные. Количество загруженных сущностей: 500/500. |
| 334 | Шилово                        | посёлок          | Получено слишком много сущностей из Викиданные. Количество загруженных сущностей: 500/500. |
| 335 | Широково                      | деревня          | Получено слишком много сущностей из Викиданные. Количество загруженных сущностей: 500/500. |
| 336 | Ширяево                       | деревня          | Получено слишком много сущностей из Викиданные. Количество загруженных сущностей: 500/500. |
| 337 | Шитовичи                      | деревня          | Получено слишком много сущностей из Викиданные. Количество загруженных сущностей: 500/500. |
| 338 | Шитово                        | деревня          | Получено слишком много сущностей из Викиданные. Количество загруженных сущностей: 500/500. |
| 339 | Шихино                        | деревня          | Получено слишком много сущностей из Викиданные. Количество загруженных сущностей: 500/500. |
| 340 | Шубино                        | деревня          | Получено слишком много сущностей из Викиданные. Количество загруженных сущностей: 500/500. |
| 341 | Шунково                       | деревня          | Получено слишком много сущностей из Викиданные. Количество загруженных сущностей: 500/500. |
| 342 | Щемелево                      | деревня          | Получено слишком много сущностей из Викиданные. Количество загруженных сущностей: 500/500. |
| 343 | Юняхино                       | деревня          | Получено слишком много сущностей из Викиданные. Количество загруженных сущностей: 500/500. |
| 344 | Язвиха                        | деревня          | Получено слишком много сущностей из Викиданные. Количество загруженных сущностей: 500/500. |
| 345 | Язвы                          | деревня          | Получено слишком много сущностей из Викиданные. Количество загруженных сущностей: 500/500. |
| 346 | Яковлево                      | деревня          | Получено слишком много сущностей из Викиданные. Количество загруженных сущностей: 500/500. |
| 347 | Ящины                         | деревня          | Получено слишком много сущностей из Викиданные. Количество загруженных сущностей: 500/500. |

### Западнодвинский муниципальный округ
| №   | Населённый пункт | Тип          | Население                                                                                  |
| --- | ---------------- | ------------ | ------------------------------------------------------------------------------------------ |
| 1   | Абаконово        | деревня      | Получено слишком много сущностей из Викиданные. Количество загруженных сущностей: 500/500. |
| 2   | Авдеево          | деревня      | Получено слишком много сущностей из Викиданные. Количество загруженных сущностей: 500/500. |
| 3   | Аверьково        | деревня      | Получено слишком много сущностей из Викиданные. Количество загруженных сущностей: 500/500. |
| 4   | Агафоново        | деревня      | Получено слишком много сущностей из Викиданные. Количество загруженных сущностей: 500/500. |
| 5   | Агрызково        | деревня      | Получено слишком много сущностей из Викиданные. Количество загруженных сущностей: 500/500. |
| 6   | Акатьково        | деревня      | Получено слишком много сущностей из Викиданные. Количество загруженных сущностей: 500/500. |
| 7   | Аксентьево       | деревня      | Получено слишком много сущностей из Викиданные. Количество загруженных сущностей: 500/500. |
| 8   | Александровское  | деревня      | Получено слишком много сущностей из Викиданные. Количество загруженных сущностей: 500/500. |
| 9   | Альфимово        | деревня      | Получено слишком много сущностей из Викиданные. Количество загруженных сущностей: 500/500. |
| 10  | Анашенки         | деревня      | Получено слишком много сущностей из Викиданные. Количество загруженных сущностей: 500/500. |
| 11  | Андреевское      | деревня      | Получено слишком много сущностей из Викиданные. Количество загруженных сущностей: 500/500. |
| 12  | Андрианово       | деревня      | Получено слишком много сущностей из Викиданные. Количество загруженных сущностей: 500/500. |
| 13  | Антоново         | деревня      | Получено слишком много сущностей из Викиданные. Количество загруженных сущностей: 500/500. |
| 14  | Антохинский      | посёлок      | Получено слишком много сущностей из Викиданные. Количество загруженных сущностей: 500/500. |
| 15  | Ануфриево        | деревня      | Получено слишком много сущностей из Викиданные. Количество загруженных сущностей: 500/500. |
| 16  | Астратово        | деревня      | Получено слишком много сущностей из Викиданные. Количество загруженных сущностей: 500/500. |
| 17  | Баево            | деревня      | Получено слишком много сущностей из Викиданные. Количество загруженных сущностей: 500/500. |
| 18  | Баево            | деревня      | Получено слишком много сущностей из Викиданные. Количество загруженных сущностей: 500/500. |
| 19  | Барбарово        | деревня      | Получено слишком много сущностей из Викиданные. Количество загруженных сущностей: 500/500. |
| 20  | Барино           | деревня      | Получено слишком много сущностей из Викиданные. Количество загруженных сущностей: 500/500. |
| 21  | Барлово          | деревня      | Получено слишком много сущностей из Викиданные. Количество загруженных сущностей: 500/500. |
| 22  | Барсово          | деревня      | Получено слишком много сущностей из Викиданные. Количество загруженных сущностей: 500/500. |
| 23  | Барсово          | ж.д. разъезд | Получено слишком много сущностей из Викиданные. Количество загруженных сущностей: 500/500. |
| 24  | Барсуки          | деревня      | Получено слишком много сущностей из Викиданные. Количество загруженных сущностей: 500/500. |
| 25  | Белейка          | деревня      | Получено слишком много сущностей из Викиданные. Количество загруженных сущностей: 500/500. |
| 26  | Белица           | деревня      | Получено слишком много сущностей из Викиданные. Количество загруженных сущностей: 500/500. |
| 27  | Белодедово       | деревня      | Получено слишком много сущностей из Викиданные. Количество загруженных сущностей: 500/500. |
| 28  | Белянкино        | деревня      | Получено слишком много сущностей из Викиданные. Количество загруженных сущностей: 500/500. |
| 29  | Бенцы            | деревня      | Получено слишком много сущностей из Викиданные. Количество загруженных сущностей: 500/500. |
| 30  | Бибирево         | деревня      | Получено слишком много сущностей из Викиданные. Количество загруженных сущностей: 500/500. |
| 31  | Богатьково       | деревня      | Получено слишком много сущностей из Викиданные. Количество загруженных сущностей: 500/500. |
| 32  | Бор              | деревня      | Получено слишком много сущностей из Викиданные. Количество загруженных сущностей: 500/500. |
| 33  | Борок            | деревня      | Получено слишком много сущностей из Викиданные. Количество загруженных сущностей: 500/500. |
| 34  | Ботино           | деревня      | Получено слишком много сущностей из Викиданные. Количество загруженных сущностей: 500/500. |
| 35  | Брод             | деревня      | Получено слишком много сущностей из Викиданные. Количество загруженных сущностей: 500/500. |
| 36  | Быково           | деревня      | Получено слишком много сущностей из Викиданные. Количество загруженных сущностей: 500/500. |
| 37  | Ванчата          | деревня      | Получено слишком много сущностей из Викиданные. Количество загруженных сущностей: 500/500. |
| 38  | Василево         | деревня      | Получено слишком много сущностей из Викиданные. Количество загруженных сущностей: 500/500. |
| 39  | Васьково         | деревня      | Получено слишком много сущностей из Викиданные. Количество загруженных сущностей: 500/500. |
| 40  | Векошане         | деревня      | Получено слишком много сущностей из Викиданные. Количество загруженных сущностей: 500/500. |
| 41  | Велеса           | посёлок      | Получено слишком много сущностей из Викиданные. Количество загруженных сущностей: 500/500. |
| 42  | Великая Нива     | деревня      | Получено слишком много сущностей из Викиданные. Количество загруженных сущностей: 500/500. |
| 43  | Велищи           | деревня      | Получено слишком много сущностей из Викиданные. Количество загруженных сущностей: 500/500. |
| 44  | Веревкино        | деревня      | Получено слишком много сущностей из Викиданные. Количество загруженных сущностей: 500/500. |
| 45  | Вережуни         | деревня      | Получено слишком много сущностей из Викиданные. Количество загруженных сущностей: 500/500. |
| 46  | Винокурово       | деревня      | Получено слишком много сущностей из Викиданные. Количество загруженных сущностей: 500/500. |
| 47  | Вировское        | деревня      | Получено слишком много сущностей из Викиданные. Количество загруженных сущностей: 500/500. |
| 48  | Волхово          | деревня      | Получено слишком много сущностей из Викиданные. Количество загруженных сущностей: 500/500. |
| 49  | Вороново         | деревня      | Получено слишком много сущностей из Викиданные. Количество загруженных сущностей: 500/500. |
| 50  | Высочерт         | деревня      | Получено слишком много сущностей из Викиданные. Количество загруженных сущностей: 500/500. |
| 51  | Вязки            | деревня      | Получено слишком много сущностей из Викиданные. Количество загруженных сущностей: 500/500. |
| 52  | Ганощенки        | деревня      | Получено слишком много сущностей из Викиданные. Количество загруженных сущностей: 500/500. |
| 53  | Глазово          | деревня      | Получено слишком много сущностей из Викиданные. Количество загруженных сущностей: 500/500. |
| 54  | Глазомичи        | деревня      | Получено слишком много сущностей из Викиданные. Количество загруженных сущностей: 500/500. |
| 55  | Глубокое         | деревня      | Получено слишком много сущностей из Викиданные. Количество загруженных сущностей: 500/500. |
| 56  | Гороваха         | деревня      | Получено слишком много сущностей из Викиданные. Количество загруженных сущностей: 500/500. |
| 57  | Гороховка        | деревня      | Получено слишком много сущностей из Викиданные. Количество загруженных сущностей: 500/500. |
| 58  | Граблино         | деревня      | Получено слишком много сущностей из Викиданные. Количество загруженных сущностей: 500/500. |
| 59  | Гритьково        | деревня      | Получено слишком много сущностей из Викиданные. Количество загруженных сущностей: 500/500. |
| 60  | Дачный           | посёлок      | Получено слишком много сущностей из Викиданные. Количество загруженных сущностей: 500/500. |
| 61  | Дедово           | деревня      | Получено слишком много сущностей из Викиданные. Количество загруженных сущностей: 500/500. |
| 62  | Дербишь          | хутор        | Получено слишком много сущностей из Викиданные. Количество загруженных сущностей: 500/500. |
| 63  | Дорожкино        | деревня      | Получено слишком много сущностей из Викиданные. Количество загруженных сущностей: 500/500. |
| 64  | Дорофеево        | деревня      | Получено слишком много сущностей из Викиданные. Количество загруженных сущностей: 500/500. |
| 65  | Дорохово         | деревня      | Получено слишком много сущностей из Викиданные. Количество загруженных сущностей: 500/500. |
| 66  | Дрогалово        | деревня      | Получено слишком много сущностей из Викиданные. Количество загруженных сущностей: 500/500. |
| 67  | Дубровка         | деревня      | Получено слишком много сущностей из Викиданные. Количество загруженных сущностей: 500/500. |
| 68  | Дуброво          | деревня      | Получено слишком много сущностей из Викиданные. Количество загруженных сущностей: 500/500. |
| 69  | Дудкино          | деревня      | Получено слишком много сущностей из Викиданные. Количество загруженных сущностей: 500/500. |
| 70  | Елаги            | деревня      | Получено слишком много сущностей из Викиданные. Количество загруженных сущностей: 500/500. |
| 71  | Ефремово         | деревня      | Получено слишком много сущностей из Викиданные. Количество загруженных сущностей: 500/500. |
| 72  | Жар              | деревня      | Получено слишком много сущностей из Викиданные. Количество загруженных сущностей: 500/500. |
| 73  | Жданово          | деревня      | Получено слишком много сущностей из Викиданные. Количество загруженных сущностей: 500/500. |
| 74  | Железово         | деревня      | Получено слишком много сущностей из Викиданные. Количество загруженных сущностей: 500/500. |
| 75  | Жерносеки        | деревня      | Получено слишком много сущностей из Викиданные. Количество загруженных сущностей: 500/500. |
| 76  | Жилино           | деревня      | Получено слишком много сущностей из Викиданные. Количество загруженных сущностей: 500/500. |
| 77  | Забежня          | деревня      | Получено слишком много сущностей из Викиданные. Количество загруженных сущностей: 500/500. |
| 78  | Загорье          | деревня      | Получено слишком много сущностей из Викиданные. Количество загруженных сущностей: 500/500. |
| 79  | Задемьянье       | деревня      | Получено слишком много сущностей из Викиданные. Количество загруженных сущностей: 500/500. |
| 80  | Заиловье         | деревня      | Получено слишком много сущностей из Викиданные. Количество загруженных сущностей: 500/500. |
| 81  | Залужье          | деревня      | Получено слишком много сущностей из Викиданные. Количество загруженных сущностей: 500/500. |
| 82  | Замошье          | деревня      | Получено слишком много сущностей из Викиданные. Количество загруженных сущностей: 500/500. |
| 83  | Замошье          | ж.д. разъезд | Получено слишком много сущностей из Викиданные. Количество загруженных сущностей: 500/500. |
| 84  | Западная Двина   | город        | Получено слишком много сущностей из Викиданные. Количество загруженных сущностей: 500/500. |
| 85  | Заполье          | деревня      | Получено слишком много сущностей из Викиданные. Количество загруженных сущностей: 500/500. |
| 86  | Заречье          | деревня      | Получено слишком много сущностей из Викиданные. Количество загруженных сущностей: 500/500. |
| 87  | Злобино          | деревня      | Получено слишком много сущностей из Викиданные. Количество загруженных сущностей: 500/500. |
| 88  | Золотухи         | деревня      | Получено слишком много сущностей из Викиданные. Количество загруженных сущностей: 500/500. |
| 89  | Зубово           | деревня      | Получено слишком много сущностей из Викиданные. Количество загруженных сущностей: 500/500. |
| 90  | Зуево            | деревня      | Получено слишком много сущностей из Викиданные. Количество загруженных сущностей: 500/500. |
| 91  | Иван-Труд        | деревня      | Получено слишком много сущностей из Викиданные. Количество загруженных сущностей: 500/500. |
| 92  | Ильино           | посёлок      | Получено слишком много сущностей из Викиданные. Количество загруженных сущностей: 500/500. |
| 93  | Ильинское        | деревня      | Получено слишком много сущностей из Викиданные. Количество загруженных сущностей: 500/500. |
| 94  | Исаково          | деревня      | Получено слишком много сущностей из Викиданные. Количество загруженных сущностей: 500/500. |
| 95  | Карловка         | деревня      | Получено слишком много сущностей из Викиданные. Количество загруженных сущностей: 500/500. |
| 96  | Каськово         | деревня      | Получено слишком много сущностей из Викиданные. Количество загруженных сущностей: 500/500. |
| 97  | Катково          | деревня      | Получено слишком много сущностей из Викиданные. Количество загруженных сущностей: 500/500. |
| 98  | Качевицы         | деревня      | Получено слишком много сущностей из Викиданные. Количество загруженных сущностей: 500/500. |
| 99  | Кащеляново       | деревня      | Получено слишком много сущностей из Викиданные. Количество загруженных сущностей: 500/500. |
| 100 | Кирпичник        | деревня      | Получено слишком много сущностей из Викиданные. Количество загруженных сущностей: 500/500. |
| 101 | Княжое           | деревня      | Получено слишком много сущностей из Викиданные. Количество загруженных сущностей: 500/500. |
| 102 | Ковали           | деревня      | Получено слишком много сущностей из Викиданные. Количество загруженных сущностей: 500/500. |
| 103 | Ковали           | деревня      | Получено слишком много сущностей из Викиданные. Количество загруженных сущностей: 500/500. |
| 104 | Козино           | деревня      | Получено слишком много сущностей из Викиданные. Количество загруженных сущностей: 500/500. |
| 105 | Коковкино        | деревня      | Получено слишком много сущностей из Викиданные. Количество загруженных сущностей: 500/500. |
| 106 | Кокорево         | деревня      | Получено слишком много сущностей из Викиданные. Количество загруженных сущностей: 500/500. |
| 107 | Колокутчино      | деревня      | Получено слишком много сущностей из Викиданные. Количество загруженных сущностей: 500/500. |
| 108 | Колотово         | деревня      | Получено слишком много сущностей из Викиданные. Количество загруженных сущностей: 500/500. |
| 109 | Комлово          | деревня      | Получено слишком много сущностей из Викиданные. Количество загруженных сущностей: 500/500. |
| 110 | Корняшово        | деревня      | Получено слишком много сущностей из Викиданные. Количество загруженных сущностей: 500/500. |
| 111 | Коробки          | деревня      | Получено слишком много сущностей из Викиданные. Количество загруженных сущностей: 500/500. |
| 112 | Коротыша         | деревня      | Получено слишком много сущностей из Викиданные. Количество загруженных сущностей: 500/500. |
| 113 | Корякино         | деревня      | Получено слишком много сущностей из Викиданные. Количество загруженных сущностей: 500/500. |
| 114 | Котово           | деревня      | Получено слишком много сущностей из Викиданные. Количество загруженных сущностей: 500/500. |
| 115 | Краснополье      | деревня      | Получено слишком много сущностей из Викиданные. Количество загруженных сущностей: 500/500. |
| 116 | Красноселье      | деревня      | Получено слишком много сущностей из Викиданные. Количество загруженных сущностей: 500/500. |
| 117 | Кремница         | деревня      | Получено слишком много сущностей из Викиданные. Количество загруженных сущностей: 500/500. |
| 118 | Крутик           | деревня      | Получено слишком много сущностей из Викиданные. Количество загруженных сущностей: 500/500. |
| 119 | Кузнецы          | деревня      | Получено слишком много сущностей из Викиданные. Количество загруженных сущностей: 500/500. |
| 120 | Кукуево          | деревня      | Получено слишком много сущностей из Викиданные. Количество загруженных сущностей: 500/500. |
| 121 | Курилинки        | деревня      | Получено слишком много сущностей из Викиданные. Количество загруженных сущностей: 500/500. |
| 122 | Кучино           | деревня      | Получено слишком много сущностей из Викиданные. Количество загруженных сущностей: 500/500. |
| 123 | Лаврово          | деревня      | Получено слишком много сущностей из Викиданные. Количество загруженных сущностей: 500/500. |
| 124 | Лазарево         | деревня      | Получено слишком много сущностей из Викиданные. Количество загруженных сущностей: 500/500. |
| 125 | Лейкино          | деревня      | Получено слишком много сущностей из Викиданные. Количество загруженных сущностей: 500/500. |
| 126 | Лесохино         | деревня      | Получено слишком много сущностей из Викиданные. Количество загруженных сущностей: 500/500. |
| 127 | Лисуново         | деревня      | Получено слишком много сущностей из Викиданные. Количество загруженных сущностей: 500/500. |
| 128 | Литвиново        | деревня      | Получено слишком много сущностей из Викиданные. Количество загруженных сущностей: 500/500. |
| 129 | Ломти            | деревня      | Получено слишком много сущностей из Викиданные. Количество загруженных сущностей: 500/500. |
| 130 | Лощины           | деревня      | Получено слишком много сущностей из Викиданные. Количество загруженных сущностей: 500/500. |
| 131 | Лучки            | деревня      | Получено слишком много сущностей из Викиданные. Количество загруженных сущностей: 500/500. |
| 132 | Макеево          | деревня      | Получено слишком много сущностей из Викиданные. Количество загруженных сущностей: 500/500. |
| 133 | Мартьянково      | деревня      | Получено слишком много сущностей из Викиданные. Количество загруженных сущностей: 500/500. |
| 134 | Марфелево        | деревня      | Получено слишком много сущностей из Викиданные. Количество загруженных сущностей: 500/500. |
| 135 | Михалево         | деревня      | Получено слишком много сущностей из Викиданные. Количество загруженных сущностей: 500/500. |
| 136 | Михеево          | деревня      | Получено слишком много сущностей из Викиданные. Количество загруженных сущностей: 500/500. |
| 137 | Можайцы          | деревня      | Получено слишком много сущностей из Викиданные. Количество загруженных сущностей: 500/500. |
| 138 | Моисеевка        | деревня      | Получено слишком много сущностей из Викиданные. Количество загруженных сущностей: 500/500. |
| 139 | Морожа           | деревня      | Получено слишком много сущностей из Викиданные. Количество загруженных сущностей: 500/500. |
| 140 | Морозово         | деревня      | Получено слишком много сущностей из Викиданные. Количество загруженных сущностей: 500/500. |
| 141 | Мосягино         | деревня      | Получено слишком много сущностей из Викиданные. Количество загруженных сущностей: 500/500. |
| 142 | Мочалино         | деревня      | Получено слишком много сущностей из Викиданные. Количество загруженных сущностей: 500/500. |
| 143 | Мухино           | деревня      | Получено слишком много сущностей из Викиданные. Количество загруженных сущностей: 500/500. |
| 144 | Наволок          | деревня      | Получено слишком много сущностей из Викиданные. Количество загруженных сущностей: 500/500. |
| 145 | Наумово          | деревня      | Получено слишком много сущностей из Викиданные. Количество загруженных сущностей: 500/500. |
| 146 | Никополь         | деревня      | Получено слишком много сущностей из Викиданные. Количество загруженных сущностей: 500/500. |
| 147 | Новая            | деревня      | Получено слишком много сущностей из Викиданные. Количество загруженных сущностей: 500/500. |
| 148 | Новки            | деревня      | Получено слишком много сущностей из Викиданные. Количество загруженных сущностей: 500/500. |
| 149 | Ново-Ивановское  | деревня      | Получено слишком много сущностей из Викиданные. Количество загруженных сущностей: 500/500. |
| 150 | Новоникольское   | деревня      | Получено слишком много сущностей из Викиданные. Количество загруженных сущностей: 500/500. |
| 151 | Новоселки        | деревня      | Получено слишком много сущностей из Викиданные. Количество загруженных сущностей: 500/500. |
| 152 | Новостройка      | деревня      | Получено слишком много сущностей из Викиданные. Количество загруженных сущностей: 500/500. |
| 153 | Новый Бор        | деревня      | Получено слишком много сущностей из Викиданные. Количество загруженных сущностей: 500/500. |
| 154 | Озерки           | посёлок      | Получено слишком много сущностей из Викиданные. Количество загруженных сущностей: 500/500. |
| 155 | Ореховатка       | деревня      | Получено слишком много сущностей из Викиданные. Количество загруженных сущностей: 500/500. |
| 156 | Орехово          | деревня      | Получено слишком много сущностей из Викиданные. Количество загруженных сущностей: 500/500. |
| 157 | Осиновка         | деревня      | Получено слишком много сущностей из Викиданные. Количество загруженных сущностей: 500/500. |
| 158 | Осташково        | деревня      | Получено слишком много сущностей из Викиданные. Количество загруженных сущностей: 500/500. |
| 159 | Острожки         | деревня      | Получено слишком много сущностей из Викиданные. Количество загруженных сущностей: 500/500. |
| 160 | Охотхозяйство    | деревня      | Получено слишком много сущностей из Викиданные. Количество загруженных сущностей: 500/500. |
| 161 | Павлова Лука     | деревня      | Получено слишком много сущностей из Викиданные. Количество загруженных сущностей: 500/500. |
| 162 | Паново           | деревня      | Получено слишком много сущностей из Викиданные. Количество загруженных сущностей: 500/500. |
| 163 | Панщина          | деревня      | Получено слишком много сущностей из Викиданные. Количество загруженных сущностей: 500/500. |
| 164 | Пахново          | деревня      | Получено слишком много сущностей из Викиданные. Количество загруженных сущностей: 500/500. |
| 165 | Пашково          | деревня      | Получено слишком много сущностей из Викиданные. Количество загруженных сущностей: 500/500. |
| 166 | Первомайский     | посёлок      | Получено слишком много сущностей из Викиданные. Количество загруженных сущностей: 500/500. |
| 167 | Песно            | деревня      | Получено слишком много сущностей из Викиданные. Количество загруженных сущностей: 500/500. |
| 168 | Пестово          | деревня      | Получено слишком много сущностей из Викиданные. Количество загруженных сущностей: 500/500. |
| 169 | Петрово-1        | деревня      | Получено слишком много сущностей из Викиданные. Количество загруженных сущностей: 500/500. |
| 170 | Петрово-2        | деревня      | Получено слишком много сущностей из Викиданные. Количество загруженных сущностей: 500/500. |
| 171 | Площа            | деревня      | Получено слишком много сущностей из Викиданные. Количество загруженных сущностей: 500/500. |
| 172 | Погари           | деревня      | Получено слишком много сущностей из Викиданные. Количество загруженных сущностей: 500/500. |
| 173 | Подвязье         | деревня      | Получено слишком много сущностей из Викиданные. Количество загруженных сущностей: 500/500. |
| 174 | Полутино         | деревня      | Получено слишком много сущностей из Викиданные. Количество загруженных сущностей: 500/500. |
| 175 | Полутино         | деревня      | Получено слишком много сущностей из Викиданные. Количество загруженных сущностей: 500/500. |
| 176 | Поляки           | деревня      | Получено слишком много сущностей из Викиданные. Количество загруженных сущностей: 500/500. |
| 177 | Починок          | деревня      | Получено слишком много сущностей из Викиданные. Количество загруженных сущностей: 500/500. |
| 178 | Проплеткино      | деревня      | Получено слишком много сущностей из Викиданные. Количество загруженных сущностей: 500/500. |
| 179 | Пунево           | деревня      | Получено слишком много сущностей из Викиданные. Количество загруженных сущностей: 500/500. |
| 180 | Пятиверстица     | деревня      | Получено слишком много сущностей из Викиданные. Количество загруженных сущностей: 500/500. |
| 181 | Пятиусово        | деревня      | Получено слишком много сущностей из Викиданные. Количество загруженных сущностей: 500/500. |
| 182 | Рассказы         | деревня      | Получено слишком много сущностей из Викиданные. Количество загруженных сущностей: 500/500. |
| 183 | Рогово           | деревня      | Получено слишком много сущностей из Викиданные. Количество загруженных сущностей: 500/500. |
| 184 | Романово         | деревня      | Получено слишком много сущностей из Викиданные. Количество загруженных сущностей: 500/500. |
| 185 | Романово 1-е     | деревня      | Получено слишком много сущностей из Викиданные. Количество загруженных сущностей: 500/500. |
| 186 | Романово 2-е     | деревня      | Получено слишком много сущностей из Викиданные. Количество загруженных сущностей: 500/500. |
| 187 | Рудня            | деревня      | Получено слишком много сущностей из Викиданные. Количество загруженных сущностей: 500/500. |
| 188 | Русаново         | деревня      | Получено слишком много сущностей из Викиданные. Количество загруженных сущностей: 500/500. |
| 189 | Русаново         | деревня      | Получено слишком много сущностей из Викиданные. Количество загруженных сущностей: 500/500. |
| 190 | Русаново         | посёлок      | Получено слишком много сущностей из Викиданные. Количество загруженных сущностей: 500/500. |
| 191 | Рылово           | деревня      | Получено слишком много сущностей из Викиданные. Количество загруженных сущностей: 500/500. |
| 192 | Рясно            | посёлок      | Получено слишком много сущностей из Викиданные. Количество загруженных сущностей: 500/500. |
| 193 | Савино           | деревня      | Получено слишком много сущностей из Викиданные. Количество загруженных сущностей: 500/500. |
| 194 | Савино           | деревня      | Получено слишком много сущностей из Викиданные. Количество загруженных сущностей: 500/500. |
| 195 | Савостино        | деревня      | Получено слишком много сущностей из Викиданные. Количество загруженных сущностей: 500/500. |
| 196 | Сазонинки        | деревня      | Получено слишком много сущностей из Викиданные. Количество загруженных сущностей: 500/500. |
| 197 | Сазоново         | деревня      | Получено слишком много сущностей из Викиданные. Количество загруженных сущностей: 500/500. |
| 198 | Сазоново         | деревня      | Получено слишком много сущностей из Викиданные. Количество загруженных сущностей: 500/500. |
| 199 | Севостьяново     | деревня      | Получено слишком много сущностей из Викиданные. Количество загруженных сущностей: 500/500. |
| 200 | Селечня          | деревня      | Получено слишком много сущностей из Викиданные. Количество загруженных сущностей: 500/500. |
| 201 | Селиба           | деревня      | Получено слишком много сущностей из Викиданные. Количество загруженных сущностей: 500/500. |
| 202 | Селище           | деревня      | Получено слишком много сущностей из Викиданные. Количество загруженных сущностей: 500/500. |
| 203 | Селяне           | деревня      | Получено слишком много сущностей из Викиданные. Количество загруженных сущностей: 500/500. |
| 204 | Семеновское      | деревня      | Получено слишком много сущностей из Викиданные. Количество загруженных сущностей: 500/500. |
| 205 | Сеньково         | деревня      | Получено слишком много сущностей из Викиданные. Количество загруженных сущностей: 500/500. |
| 206 | Сергеевское      | деревня      | Получено слишком много сущностей из Викиданные. Количество загруженных сущностей: 500/500. |
| 207 | Симоново         | деревня      | Получено слишком много сущностей из Викиданные. Количество загруженных сущностей: 500/500. |
| 208 | Синец            | деревня      | Получено слишком много сущностей из Викиданные. Количество загруженных сущностей: 500/500. |
| 209 | Скороходово      | деревня      | Получено слишком много сущностей из Викиданные. Количество загруженных сущностей: 500/500. |
| 210 | Скрабы           | деревня      | Получено слишком много сущностей из Викиданные. Количество загруженных сущностей: 500/500. |
| 211 | Совец            | деревня      | Получено слишком много сущностей из Викиданные. Количество загруженных сущностей: 500/500. |
| 212 | Соковичено       | деревня      | Получено слишком много сущностей из Викиданные. Количество загруженных сущностей: 500/500. |
| 213 | Солово           | деревня      | Получено слишком много сущностей из Викиданные. Количество загруженных сущностей: 500/500. |
| 214 | Соломкино        | деревня      | Получено слишком много сущностей из Викиданные. Количество загруженных сущностей: 500/500. |
| 215 | Сосвятское       | деревня      | Получено слишком много сущностей из Викиданные. Количество загруженных сущностей: 500/500. |
| 216 | Спиридово        | деревня      | Получено слишком много сущностей из Викиданные. Количество загруженных сущностей: 500/500. |
| 217 | Старая Торопа    | пгт          | Получено слишком много сущностей из Викиданные. Количество загруженных сущностей: 500/500. |
| 218 | Старина          | деревня      | Получено слишком много сущностей из Викиданные. Количество загруженных сущностей: 500/500. |
| 219 | Староселье       | деревня      | Получено слишком много сущностей из Викиданные. Количество загруженных сущностей: 500/500. |
| 220 | Степаньково      | деревня      | Получено слишком много сущностей из Викиданные. Количество загруженных сущностей: 500/500. |
| 221 | Степахино        | деревня      | Получено слишком много сущностей из Викиданные. Количество загруженных сущностей: 500/500. |
| 222 | Сутримино        | деревня      | Получено слишком много сущностей из Викиданные. Количество загруженных сущностей: 500/500. |
| 223 | Тархово          | деревня      | Получено слишком много сущностей из Викиданные. Количество загруженных сущностей: 500/500. |
| 224 | Терехово         | деревня      | Получено слишком много сущностей из Викиданные. Количество загруженных сущностей: 500/500. |
| 225 | Тихоново         | деревня      | Получено слишком много сущностей из Викиданные. Количество загруженных сущностей: 500/500. |
| 226 | Троицкое         | деревня      | Получено слишком много сущностей из Викиданные. Количество загруженных сущностей: 500/500. |
| 227 | Трофимово        | деревня      | Получено слишком много сущностей из Викиданные. Количество загруженных сущностей: 500/500. |
| 228 | Трубники         | деревня      | Получено слишком много сущностей из Викиданные. Количество загруженных сущностей: 500/500. |
| 229 | Турлаково        | деревня      | Получено слишком много сущностей из Викиданные. Количество загруженных сущностей: 500/500. |
| 230 | Тюрино           | деревня      | Получено слишком много сущностей из Викиданные. Количество загруженных сущностей: 500/500. |
| 231 | Тюхово           | деревня      | Получено слишком много сущностей из Викиданные. Количество загруженных сущностей: 500/500. |
| 232 | Улин             | деревня      | Получено слишком много сущностей из Викиданные. Количество загруженных сущностей: 500/500. |
| 233 | Усадьба          | деревня      | Получено слишком много сущностей из Викиданные. Количество загруженных сущностей: 500/500. |
| 234 | Уссодица         | деревня      | Получено слишком много сущностей из Викиданные. Количество загруженных сущностей: 500/500. |
| 235 | Устье            | деревня      | Получено слишком много сущностей из Викиданные. Количество загруженных сущностей: 500/500. |
| 236 | Фомино           | деревня      | Получено слишком много сущностей из Викиданные. Количество загруженных сущностей: 500/500. |
| 237 | Фофаново         | деревня      | Получено слишком много сущностей из Викиданные. Количество загруженных сущностей: 500/500. |
| 238 | Фролово          | деревня      | Получено слишком много сущностей из Викиданные. Количество загруженных сущностей: 500/500. |
| 239 | Харино           | деревня      | Получено слишком много сущностей из Викиданные. Количество загруженных сущностей: 500/500. |
| 240 | Харланово        | деревня      | Получено слишком много сущностей из Викиданные. Количество загруженных сущностей: 500/500. |
| 241 | Хватково         | деревня      | Получено слишком много сущностей из Викиданные. Количество загруженных сущностей: 500/500. |
| 242 | Хилино           | деревня      | Получено слишком много сущностей из Викиданные. Количество загруженных сущностей: 500/500. |
| 243 | Хлюсты           | деревня      | Получено слишком много сущностей из Викиданные. Количество загруженных сущностей: 500/500. |
| 244 | Хмели            | деревня      | Получено слишком много сущностей из Викиданные. Количество загруженных сущностей: 500/500. |
| 245 | Холм             | деревня      | Получено слишком много сущностей из Викиданные. Количество загруженных сущностей: 500/500. |
| 246 | Хотино           | деревня      | Получено слишком много сущностей из Викиданные. Количество загруженных сущностей: 500/500. |
| 247 | Цикорево         | деревня      | Получено слишком много сущностей из Викиданные. Количество загруженных сущностей: 500/500. |
| 248 | Черногузово      | деревня      | Получено слишком много сущностей из Викиданные. Количество загруженных сущностей: 500/500. |
| 249 | Чернозём         | деревня      | Получено слишком много сущностей из Викиданные. Количество загруженных сущностей: 500/500. |
| 250 | Шарапово         | деревня      | Получено слишком много сущностей из Викиданные. Количество загруженных сущностей: 500/500. |
| 251 | Шарапово         | деревня      | Получено слишком много сущностей из Викиданные. Количество загруженных сущностей: 500/500. |
| 252 | Шарково          | деревня      | Получено слишком много сущностей из Викиданные. Количество загруженных сущностей: 500/500. |
| 253 | Шахово           | деревня      | Получено слишком много сущностей из Викиданные. Количество загруженных сущностей: 500/500. |
| 254 | Шевердино        | деревня      | Получено слишком много сущностей из Викиданные. Количество загруженных сущностей: 500/500. |
| 255 | Шестаково        | деревня      | Получено слишком много сущностей из Викиданные. Количество загруженных сущностей: 500/500. |
| 256 | Шетнево          | деревня      | Получено слишком много сущностей из Викиданные. Количество загруженных сущностей: 500/500. |
| 257 | Шинково          | деревня      | Получено слишком много сущностей из Викиданные. Количество загруженных сущностей: 500/500. |
| 258 | Шишово           | деревня      | Получено слишком много сущностей из Викиданные. Количество загруженных сущностей: 500/500. |
| 259 | Шлыки            | деревня      | Получено слишком много сущностей из Викиданные. Количество загруженных сущностей: 500/500. |
| 260 | Шниткино         | деревня      | Получено слишком много сущностей из Викиданные. Количество загруженных сущностей: 500/500. |
| 261 | Щеголево         | деревня      | Получено слишком много сущностей из Викиданные. Количество загруженных сущностей: 500/500. |
| 262 | Щелкино          | деревня      | Получено слишком много сущностей из Викиданные. Количество загруженных сущностей: 500/500. |
| 263 | Щербино          | деревня      | Получено слишком много сущностей из Викиданные. Количество загруженных сущностей: 500/500. |
| 264 | Щиборово         | деревня      | Получено слишком много сущностей из Викиданные. Количество загруженных сущностей: 500/500. |
| 265 | Юхново           | деревня      | Получено слишком много сущностей из Викиданные. Количество загруженных сущностей: 500/500. |
| 266 | Юшково           | деревня      | Получено слишком много сущностей из Викиданные. Количество загруженных сущностей: 500/500. |
| 267 | Ягодник          | деревня      | Получено слишком много сущностей из Викиданные. Количество загруженных сущностей: 500/500. |
| 268 | Яковлево         | деревня      | Получено слишком много сущностей из Викиданные. Количество загруженных сущностей: 500/500. |
| 269 | Яковлевское      | деревня      | Получено слишком много сущностей из Викиданные. Количество загруженных сущностей: 500/500. |

### Кашинский городской округ
| №   | Населённый пункт        | Тип              | Население                                                                                  |
| --- | ----------------------- | ---------------- | ------------------------------------------------------------------------------------------ |
| 1   | Акулинкино              | деревня          | Получено слишком много сущностей из Викиданные. Количество загруженных сущностей: 500/500. |
| 2   | Аладьино                | деревня          | Получено слишком много сущностей из Викиданные. Количество загруженных сущностей: 500/500. |
| 3   | Алексеевское            | деревня          | Получено слишком много сущностей из Викиданные. Количество загруженных сущностей: 500/500. |
| 4   | Алехино                 | деревня          | Получено слишком много сущностей из Викиданные. Количество загруженных сущностей: 500/500. |
| 5   | Алпатово                | деревня          | Получено слишком много сущностей из Викиданные. Количество загруженных сущностей: 500/500. |
| 6   | Андрейково              | деревня          | Получено слишком много сущностей из Викиданные. Количество загруженных сущностей: 500/500. |
| 7   | Андрейцево              | деревня          | Получено слишком много сущностей из Викиданные. Количество загруженных сущностей: 500/500. |
| 8   | Антюшино                | деревня          | Получено слишком много сущностей из Викиданные. Количество загруженных сущностей: 500/500. |
| 9   | Апарниково              | деревня          | Получено слишком много сущностей из Викиданные. Количество загруженных сущностей: 500/500. |
| 10  | Апраксино               | деревня          | Получено слишком много сущностей из Викиданные. Количество загруженных сущностей: 500/500. |
| 11  | Артемово                | деревня          | Получено слишком много сущностей из Викиданные. Количество загруженных сущностей: 500/500. |
| 12  | Архангельское           | деревня          | Получено слишком много сущностей из Викиданные. Количество загруженных сущностей: 500/500. |
| 13  | Бабеево                 | деревня          | Получено слишком много сущностей из Викиданные. Количество загруженных сущностей: 500/500. |
| 14  | Бакланово               | деревня          | Получено слишком много сущностей из Викиданные. Количество загруженных сущностей: 500/500. |
| 15  | Бакшеево                | деревня          | Получено слишком много сущностей из Викиданные. Количество загруженных сущностей: 500/500. |
| 16  | Бараново                | деревня          | Получено слишком много сущностей из Викиданные. Количество загруженных сущностей: 500/500. |
| 17  | Барыково                | деревня          | Получено слишком много сущностей из Викиданные. Количество загруженных сущностей: 500/500. |
| 18  | Батурово                | деревня          | Получено слишком много сущностей из Викиданные. Количество загруженных сущностей: 500/500. |
| 19  | Башвино                 | деревня          | Получено слишком много сущностей из Викиданные. Количество загруженных сущностей: 500/500. |
| 20  | Безгузово               | деревня          | Получено слишком много сущностей из Викиданные. Количество загруженных сущностей: 500/500. |
| 21  | Белеутово               | деревня          | Получено слишком много сущностей из Викиданные. Количество загруженных сущностей: 500/500. |
| 22  | Белино                  | деревня          | Получено слишком много сущностей из Викиданные. Количество загруженных сущностей: 500/500. |
| 23  | Бережки                 | деревня          | Получено слишком много сущностей из Викиданные. Количество загруженных сущностей: 500/500. |
| 24  | Берница                 | деревня          | Получено слишком много сущностей из Викиданные. Количество загруженных сущностей: 500/500. |
| 25  | Бибиково                | деревня          | Получено слишком много сущностей из Викиданные. Количество загруженных сущностей: 500/500. |
| 26  | Болотово                | деревня          | Получено слишком много сущностей из Викиданные. Количество загруженных сущностей: 500/500. |
| 27  | Больница имени Калинина | населённый пункт | Получено слишком много сущностей из Викиданные. Количество загруженных сущностей: 500/500. |
| 28  | Большие Крутцы          | деревня          | Получено слишком много сущностей из Викиданные. Количество загруженных сущностей: 500/500. |
| 29  | Большие Сетки           | деревня          | Получено слишком много сущностей из Викиданные. Количество загруженных сущностей: 500/500. |
| 30  | Большое Макарово        | деревня          | Получено слишком много сущностей из Викиданные. Количество загруженных сущностей: 500/500. |
| 31  | Большое Савино          | деревня          | Получено слишком много сущностей из Викиданные. Количество загруженных сущностей: 500/500. |
| 32  | Большое Софроново       | деревня          | Получено слишком много сущностей из Викиданные. Количество загруженных сущностей: 500/500. |
| 33  | Борихино                | деревня          | Получено слишком много сущностей из Викиданные. Количество загруженных сущностей: 500/500. |
| 34  | Борки                   | деревня          | Получено слишком много сущностей из Викиданные. Количество загруженных сущностей: 500/500. |
| 35  | Бормосово               | деревня          | Получено слишком много сущностей из Викиданные. Количество загруженных сущностей: 500/500. |
| 36  | Борщево                 | деревня          | Получено слишком много сущностей из Викиданные. Количество загруженных сущностей: 500/500. |
| 37  | Братково                | деревня          | Получено слишком много сущностей из Викиданные. Количество загруженных сущностей: 500/500. |
| 38  | Бузыково                | деревня          | Получено слишком много сущностей из Викиданные. Количество загруженных сущностей: 500/500. |
| 39  | Буйково                 | деревня          | Получено слишком много сущностей из Викиданные. Количество загруженных сущностей: 500/500. |
| 40  | Булатниково             | деревня          | Получено слишком много сущностей из Викиданные. Количество загруженных сущностей: 500/500. |
| 41  | Булатово                | деревня          | Получено слишком много сущностей из Викиданные. Количество загруженных сущностей: 500/500. |
| 42  | Бурмакино               | деревня          | Получено слишком много сущностей из Викиданные. Количество загруженных сущностей: 500/500. |
| 43  | Бурцево                 | деревня          | Получено слишком много сущностей из Викиданные. Количество загруженных сущностей: 500/500. |
| 44  | Бухвостово              | деревня          | Получено слишком много сущностей из Викиданные. Количество загруженных сущностей: 500/500. |
| 45  | Бяково                  | деревня          | Получено слишком много сущностей из Викиданные. Количество загруженных сущностей: 500/500. |
| 46  | Вантеево                | деревня          | Получено слишком много сущностей из Викиданные. Количество загруженных сущностей: 500/500. |
| 47  | Ванчугово               | деревня          | Получено слишком много сущностей из Викиданные. Количество загруженных сущностей: 500/500. |
| 48  | Ваньково                | деревня          | Получено слишком много сущностей из Викиданные. Количество загруженных сущностей: 500/500. |
| 49  | Васенево                | деревня          | Получено слишком много сущностей из Викиданные. Количество загруженных сущностей: 500/500. |
| 50  | Василево                | деревня          | Получено слишком много сущностей из Викиданные. Количество загруженных сущностей: 500/500. |
| 51  | Васильево               | деревня          | Получено слишком много сущностей из Викиданные. Количество загруженных сущностей: 500/500. |
| 52  | Васильевское            | деревня          | Получено слишком много сущностей из Викиданные. Количество загруженных сущностей: 500/500. |
| 53  | Васнево                 | деревня          | Получено слишком много сущностей из Викиданные. Количество загруженных сущностей: 500/500. |
| 54  | Вахромеево              | деревня          | Получено слишком много сущностей из Викиданные. Количество загруженных сущностей: 500/500. |
| 55  | Введенское              | деревня          | Получено слишком много сущностей из Викиданные. Количество загруженных сущностей: 500/500. |
| 56  | Введенское              | село             | Получено слишком много сущностей из Викиданные. Количество загруженных сущностей: 500/500. |
| 57  | Вениково                | деревня          | Получено слишком много сущностей из Викиданные. Количество загруженных сущностей: 500/500. |
| 58  | Верезино                | деревня          | Получено слишком много сущностей из Викиданные. Количество загруженных сущностей: 500/500. |
| 59  | Верхнее Устье           | деревня          | Получено слишком много сущностей из Викиданные. Количество загруженных сущностей: 500/500. |
| 60  | Верхняя Троица          | деревня          | Получено слишком много сущностей из Викиданные. Количество загруженных сущностей: 500/500. |
| 61  | Витенево                | деревня          | Получено слишком много сущностей из Викиданные. Количество загруженных сущностей: 500/500. |
| 62  | Власьево                | деревня          | Получено слишком много сущностей из Викиданные. Количество загруженных сущностей: 500/500. |
| 63  | Вознесенье              | деревня          | Получено слишком много сущностей из Викиданные. Количество загруженных сущностей: 500/500. |
| 64  | Волжанка                | деревня          | Получено слишком много сущностей из Викиданные. Количество загруженных сущностей: 500/500. |
| 65  | Волково                 | деревня          | Получено слишком много сущностей из Викиданные. Количество загруженных сущностей: 500/500. |
| 66  | Вороново                | деревня          | Получено слишком много сущностей из Викиданные. Количество загруженных сущностей: 500/500. |
| 67  | Воронцово               | деревня          | Получено слишком много сущностей из Викиданные. Количество загруженных сущностей: 500/500. |
| 68  | Вотолино                | деревня          | Получено слишком много сущностей из Викиданные. Количество загруженных сущностей: 500/500. |
| 69  | Вощилово                | деревня          | Получено слишком много сущностей из Викиданные. Количество загруженных сущностей: 500/500. |
| 70  | Высоково                | деревня          | Получено слишком много сущностей из Викиданные. Количество загруженных сущностей: 500/500. |
| 71  | Вязовец                 | деревня          | Получено слишком много сущностей из Викиданные. Количество загруженных сущностей: 500/500. |
| 72  | Вячково                 | деревня          | Получено слишком много сущностей из Викиданные. Количество загруженных сущностей: 500/500. |
| 73  | Гаврильцево             | деревня          | Получено слишком много сущностей из Викиданные. Количество загруженных сущностей: 500/500. |
| 74  | Гапшино                 | деревня          | Получено слишком много сущностей из Викиданные. Количество загруженных сущностей: 500/500. |
| 75  | Гладышево               | деревня          | Получено слишком много сущностей из Викиданные. Количество загруженных сущностей: 500/500. |
| 76  | Глазатово               | деревня          | Получено слишком много сущностей из Викиданные. Количество загруженных сущностей: 500/500. |
| 77  | Гоготово                | деревня          | Получено слишком много сущностей из Викиданные. Количество загруженных сущностей: 500/500. |
| 78  | Головеньки              | деревня          | Получено слишком много сущностей из Викиданные. Количество загруженных сущностей: 500/500. |
| 79  | Гольнево                | деревня          | Получено слишком много сущностей из Викиданные. Количество загруженных сущностей: 500/500. |
| 80  | Горбуново               | деревня          | Получено слишком много сущностей из Викиданные. Количество загруженных сущностей: 500/500. |
| 81  | Горбуново               | деревня          | Получено слишком много сущностей из Викиданные. Количество загруженных сущностей: 500/500. |
| 82  | Гордеево                | деревня          | Получено слишком много сущностей из Викиданные. Количество загруженных сущностей: 500/500. |
| 83  | Горки                   | деревня          | Получено слишком много сущностей из Викиданные. Количество загруженных сущностей: 500/500. |
| 84  | Горлово                 | деревня          | Получено слишком много сущностей из Викиданные. Количество загруженных сущностей: 500/500. |
| 85  | Городищи                | деревня          | Получено слишком много сущностей из Викиданные. Количество загруженных сущностей: 500/500. |
| 86  | Гостинеж                | деревня          | Получено слишком много сущностей из Викиданные. Количество загруженных сущностей: 500/500. |
| 87  | Грибово                 | деревня          | Получено слишком много сущностей из Викиданные. Количество загруженных сущностей: 500/500. |
| 88  | Громилово               | деревня          | Получено слишком много сущностей из Викиданные. Количество загруженных сущностей: 500/500. |
| 89  | Губцево                 | деревня          | Получено слишком много сущностей из Викиданные. Количество загруженных сущностей: 500/500. |
| 90  | Давыдово                | деревня          | Получено слишком много сущностей из Викиданные. Количество загруженных сущностей: 500/500. |
| 91  | Данилково               | деревня          | Получено слишком много сущностей из Викиданные. Количество загруженных сущностей: 500/500. |
| 92  | Данилово                | деревня          | Получено слишком много сущностей из Викиданные. Количество загруженных сущностей: 500/500. |
| 93  | Данильцево              | деревня          | Получено слишком много сущностей из Викиданные. Количество загруженных сущностей: 500/500. |
| 94  | Дементьево              | деревня          | Получено слишком много сущностей из Викиданные. Количество загруженных сущностей: 500/500. |
| 95  | Демидово                | деревня          | Получено слишком много сущностей из Викиданные. Количество загруженных сущностей: 500/500. |
| 96  | Демино                  | деревня          | Получено слишком много сущностей из Викиданные. Количество загруженных сущностей: 500/500. |
| 97  | Деревенька              | деревня          | Получено слишком много сущностей из Викиданные. Количество загруженных сущностей: 500/500. |
| 98  | Деулино                 | деревня          | Получено слишком много сущностей из Викиданные. Количество загруженных сущностей: 500/500. |
| 99  | Дмитровка               | деревня          | Получено слишком много сущностей из Викиданные. Количество загруженных сущностей: 500/500. |
| 100 | Домажино                | деревня          | Получено слишком много сущностей из Викиданные. Количество загруженных сущностей: 500/500. |
| 101 | Домажирово              | деревня          | Получено слишком много сущностей из Викиданные. Количество загруженных сущностей: 500/500. |
| 102 | Доманово                | деревня          | Получено слишком много сущностей из Викиданные. Количество загруженных сущностей: 500/500. |
| 103 | Дуботолки               | деревня          | Получено слишком много сущностей из Викиданные. Количество загруженных сущностей: 500/500. |
| 104 | Дудино                  | деревня          | Получено слишком много сущностей из Викиданные. Количество загруженных сущностей: 500/500. |
| 105 | Дулепово                | деревня          | Получено слишком много сущностей из Викиданные. Количество загруженных сущностей: 500/500. |
| 106 | Дьяково                 | деревня          | Получено слишком много сущностей из Викиданные. Количество загруженных сущностей: 500/500. |
| 107 | Дьяконово 1-е           | деревня          | Получено слишком много сущностей из Викиданные. Количество загруженных сущностей: 500/500. |
| 108 | Дьяконово 2-е           | деревня          | Получено слишком много сущностей из Викиданные. Количество загруженных сущностей: 500/500. |
| 109 | Егорьевское             | деревня          | Получено слишком много сущностей из Викиданные. Количество загруженных сущностей: 500/500. |
| 110 | Жидинки                 | деревня          | Получено слишком много сущностей из Викиданные. Количество загруженных сущностей: 500/500. |
| 111 | Жилкино                 | деревня          | Получено слишком много сущностей из Викиданные. Количество загруженных сущностей: 500/500. |
| 112 | Жуково                  | деревня          | Получено слишком много сущностей из Викиданные. Количество загруженных сущностей: 500/500. |
| 113 | Заводы                  | деревня          | Получено слишком много сущностей из Викиданные. Количество загруженных сущностей: 500/500. |
| 114 | Заволжье                | деревня          | Получено слишком много сущностей из Викиданные. Количество загруженных сущностей: 500/500. |
| 115 | Заворино                | деревня          | Получено слишком много сущностей из Викиданные. Количество загруженных сущностей: 500/500. |
| 116 | Задово                  | деревня          | Получено слишком много сущностей из Викиданные. Количество загруженных сущностей: 500/500. |
| 117 | Заречье                 | деревня          | Получено слишком много сущностей из Викиданные. Количество загруженных сущностей: 500/500. |
| 118 | Захарово                | деревня          | Получено слишком много сущностей из Викиданные. Количество загруженных сущностей: 500/500. |
| 119 | Зеленцово               | деревня          | Получено слишком много сущностей из Викиданные. Количество загруженных сущностей: 500/500. |
| 120 | Зеленцыно               | деревня          | Получено слишком много сущностей из Викиданные. Количество загруженных сущностей: 500/500. |
| 121 | Злобино                 | деревня          | Получено слишком много сущностей из Викиданные. Количество загруженных сущностей: 500/500. |
| 122 | Зобнино                 | деревня          | Получено слишком много сущностей из Викиданные. Количество загруженных сущностей: 500/500. |
| 123 | Золотиково              | деревня          | Получено слишком много сущностей из Викиданные. Количество загруженных сущностей: 500/500. |
| 124 | Золотилово              | деревня          | Получено слишком много сущностей из Викиданные. Количество загруженных сущностей: 500/500. |
| 125 | Ивайково                | деревня          | Получено слишком много сущностей из Викиданные. Количество загруженных сущностей: 500/500. |
| 126 | Иваньково               | деревня          | Получено слишком много сущностей из Викиданные. Количество загруженных сущностей: 500/500. |
| 127 | Ивашнево                | деревня          | Получено слишком много сущностей из Викиданные. Количество загруженных сущностей: 500/500. |
| 128 | Игнатово 1-е            | деревня          | Получено слишком много сущностей из Викиданные. Количество загруженных сущностей: 500/500. |
| 129 | Игнатово 2-е            | деревня          | Получено слишком много сущностей из Викиданные. Количество загруженных сущностей: 500/500. |
| 130 | Ильинское               | деревня          | Получено слишком много сущностей из Викиданные. Количество загруженных сущностей: 500/500. |
| 131 | Илькино                 | деревня          | Получено слишком много сущностей из Викиданные. Количество загруженных сущностей: 500/500. |
| 132 | Ильково                 | деревня          | Получено слишком много сущностей из Викиданные. Количество загруженных сущностей: 500/500. |
| 133 | Итьково                 | деревня          | Получено слишком много сущностей из Викиданные. Количество загруженных сущностей: 500/500. |
| 134 | Каданово                | деревня          | Получено слишком много сущностей из Викиданные. Количество загруженных сущностей: 500/500. |
| 135 | Калицыно                | деревня          | Получено слишком много сущностей из Викиданные. Количество загруженных сущностей: 500/500. |
| 136 | Карабузино              | деревня          | Получено слишком много сущностей из Викиданные. Количество загруженных сущностей: 500/500. |
| 137 | Кашин                   | город            | Получено слишком много сущностей из Викиданные. Количество загруженных сущностей: 500/500. |
| 138 | Келарево                | деревня          | Получено слишком много сущностей из Викиданные. Количество загруженных сущностей: 500/500. |
| 139 | Киряково                | деревня          | Получено слишком много сущностей из Викиданные. Количество загруженных сущностей: 500/500. |
| 140 | Киселево                | деревня          | Получено слишком много сущностей из Викиданные. Количество загруженных сущностей: 500/500. |
| 141 | Киселево                | деревня          | Получено слишком много сущностей из Викиданные. Количество загруженных сущностей: 500/500. |
| 142 | Клепцово                | деревня          | Получено слишком много сущностей из Викиданные. Количество загруженных сущностей: 500/500. |
| 143 | Клестово                | деревня          | Получено слишком много сущностей из Викиданные. Количество загруженных сущностей: 500/500. |
| 144 | Климатино               | деревня          | Получено слишком много сущностей из Викиданные. Количество загруженных сущностей: 500/500. |
| 145 | Клитино                 | деревня          | Получено слишком много сущностей из Викиданные. Количество загруженных сущностей: 500/500. |
| 146 | Клюкино                 | деревня          | Получено слишком много сущностей из Викиданные. Количество загруженных сущностей: 500/500. |
| 147 | Клясово                 | деревня          | Получено слишком много сущностей из Викиданные. Количество загруженных сущностей: 500/500. |
| 148 | Ковырино                | деревня          | Получено слишком много сущностей из Викиданные. Количество загруженных сущностей: 500/500. |
| 149 | Кожино                  | деревня          | Получено слишком много сущностей из Викиданные. Количество загруженных сущностей: 500/500. |
| 150 | Козино                  | деревня          | Получено слишком много сущностей из Викиданные. Количество загруженных сущностей: 500/500. |
| 151 | Козлово                 | деревня          | Получено слишком много сущностей из Викиданные. Количество загруженных сущностей: 500/500. |
| 152 | Козьмодемьяновское      | село             | Получено слишком много сущностей из Викиданные. Количество загруженных сущностей: 500/500. |
| 153 | Колбасино               | деревня          | Получено слишком много сущностей из Викиданные. Количество загруженных сущностей: 500/500. |
| 154 | Коленцево               | деревня          | Получено слишком много сущностей из Викиданные. Количество загруженных сущностей: 500/500. |
| 155 | Колобово                | деревня          | Получено слишком много сущностей из Викиданные. Количество загруженных сущностей: 500/500. |
| 156 | Коляково                | деревня          | Получено слишком много сущностей из Викиданные. Количество загруженных сущностей: 500/500. |
| 157 | Кондратово              | деревня          | Получено слишком много сущностей из Викиданные. Количество загруженных сущностей: 500/500. |
| 158 | Кононово                | деревня          | Получено слишком много сущностей из Викиданные. Количество загруженных сущностей: 500/500. |
| 159 | Конопёлки               | деревня          | Получено слишком много сущностей из Викиданные. Количество загруженных сущностей: 500/500. |
| 160 | Константиново           | деревня          | Получено слишком много сущностей из Викиданные. Количество загруженных сущностей: 500/500. |
| 161 | Коржавино               | деревня          | Получено слишком много сущностей из Викиданные. Количество загруженных сущностей: 500/500. |
| 162 | Коробеньково            | деревня          | Получено слишком много сущностей из Викиданные. Количество загруженных сущностей: 500/500. |
| 163 | Коробово                | деревня          | Получено слишком много сущностей из Викиданные. Количество загруженных сущностей: 500/500. |
| 164 | Кортино                 | деревня          | Получено слишком много сущностей из Викиданные. Количество загруженных сущностей: 500/500. |
| 165 | Корюгино                | деревня          | Получено слишком много сущностей из Викиданные. Количество загруженных сущностей: 500/500. |
| 166 | Костюшино               | деревня          | Получено слишком много сущностей из Викиданные. Количество загруженных сущностей: 500/500. |
| 167 | Кочеватово              | деревня          | Получено слишком много сущностей из Викиданные. Количество загруженных сущностей: 500/500. |
| 168 | Кочемли                 | деревня          | Получено слишком много сущностей из Викиданные. Количество загруженных сущностей: 500/500. |
| 169 | Крапивино               | деревня          | Получено слишком много сущностей из Викиданные. Количество загруженных сущностей: 500/500. |
| 170 | Красный Бор             | деревня          | Получено слишком много сущностей из Викиданные. Количество загруженных сущностей: 500/500. |
| 171 | Красный Май             | посёлок          | Получено слишком много сущностей из Викиданные. Количество загруженных сущностей: 500/500. |
| 172 | Кривцово                | деревня          | Получено слишком много сущностей из Викиданные. Количество загруженных сущностей: 500/500. |
| 173 | Кружково                | деревня          | Получено слишком много сущностей из Викиданные. Количество загруженных сущностей: 500/500. |
| 174 | Кубасово                | деревня          | Получено слишком много сущностей из Викиданные. Количество загруженных сущностей: 500/500. |
| 175 | Кузнецово               | деревня          | Получено слишком много сущностей из Викиданные. Количество загруженных сущностей: 500/500. |
| 176 | Курово                  | деревня          | Получено слишком много сущностей из Викиданные. Количество загруженных сущностей: 500/500. |
| 177 | Курьяново               | деревня          | Получено слишком много сущностей из Викиданные. Количество загруженных сущностей: 500/500. |
| 178 | Ладыгино                | деревня          | Получено слишком много сущностей из Викиданные. Количество загруженных сущностей: 500/500. |
| 179 | Лапшино                 | деревня          | Получено слишком много сущностей из Викиданные. Количество загруженных сущностей: 500/500. |
| 180 | Ластома                 | деревня          | Получено слишком много сущностей из Викиданные. Количество загруженных сущностей: 500/500. |
| 181 | Леванидово              | деревня          | Получено слишком много сущностей из Викиданные. Количество загруженных сущностей: 500/500. |
| 182 | Лежнево                 | деревня          | Получено слишком много сущностей из Викиданные. Количество загруженных сущностей: 500/500. |
| 183 | Леушино                 | деревня          | Получено слишком много сущностей из Викиданные. Количество загруженных сущностей: 500/500. |
| 184 | Леушино                 | деревня          | Получено слишком много сущностей из Викиданные. Количество загруженных сущностей: 500/500. |
| 185 | Лисова Слобода          | деревня          | Получено слишком много сущностей из Викиданные. Количество загруженных сущностей: 500/500. |
| 186 | Литвиново               | деревня          | Получено слишком много сущностей из Викиданные. Количество загруженных сущностей: 500/500. |
| 187 | Лобково                 | деревня          | Получено слишком много сущностей из Викиданные. Количество загруженных сущностей: 500/500. |
| 188 | Логиново                | деревня          | Получено слишком много сущностей из Викиданные. Количество загруженных сущностей: 500/500. |
| 189 | Лубеньки                | деревня          | Получено слишком много сущностей из Викиданные. Количество загруженных сущностей: 500/500. |
| 190 | Лужки                   | деревня          | Получено слишком много сущностей из Викиданные. Количество загруженных сущностей: 500/500. |
| 191 | Лучкино                 | деревня          | Получено слишком много сущностей из Викиданные. Количество загруженных сущностей: 500/500. |
| 192 | Льгово                  | деревня          | Получено слишком много сущностей из Викиданные. Количество загруженных сущностей: 500/500. |
| 193 | Ляхово                  | деревня          | Получено слишком много сущностей из Викиданные. Количество загруженных сущностей: 500/500. |
| 194 | Македоново              | деревня          | Получено слишком много сущностей из Викиданные. Количество загруженных сущностей: 500/500. |
| 195 | Маковницы               | деревня          | Получено слишком много сущностей из Викиданные. Количество загруженных сущностей: 500/500. |
| 196 | Малафеево               | деревня          | Получено слишком много сущностей из Викиданные. Количество загруженных сущностей: 500/500. |
| 197 | Малахово                | деревня          | Получено слишком много сущностей из Викиданные. Количество загруженных сущностей: 500/500. |
| 198 | Малечкино               | деревня          | Получено слишком много сущностей из Викиданные. Количество загруженных сущностей: 500/500. |
| 199 | Малое Макарово          | деревня          | Получено слишком много сущностей из Викиданные. Количество загруженных сущностей: 500/500. |
| 200 | Малое Софроново         | деревня          | Получено слишком много сущностей из Викиданные. Количество загруженных сущностей: 500/500. |
| 201 | Малыгино                | деревня          | Получено слишком много сущностей из Викиданные. Количество загруженных сущностей: 500/500. |
| 202 | Малыгино                | деревня          | Получено слишком много сущностей из Викиданные. Количество загруженных сущностей: 500/500. |
| 203 | Малые Сетки             | деревня          | Получено слишком много сущностей из Викиданные. Количество загруженных сущностей: 500/500. |
| 204 | Маматово                | деревня          | Получено слишком много сущностей из Викиданные. Количество загруженных сущностей: 500/500. |
| 205 | Маринино                | деревня          | Получено слишком много сущностей из Викиданные. Количество загруженных сущностей: 500/500. |
| 206 | Марково                 | деревня          | Получено слишком много сущностей из Викиданные. Количество загруженных сущностей: 500/500. |
| 207 | Марково                 | деревня          | Получено слишком много сущностей из Викиданные. Количество загруженных сущностей: 500/500. |
| 208 | Мартынки                | деревня          | Получено слишком много сущностей из Викиданные. Количество загруженных сущностей: 500/500. |
| 209 | Маслово                 | деревня          | Получено слишком много сущностей из Викиданные. Количество загруженных сущностей: 500/500. |
| 210 | Маслятка                | деревня          | Получено слишком много сущностей из Викиданные. Количество загруженных сущностей: 500/500. |
| 211 | Матино                  | деревня          | Получено слишком много сущностей из Викиданные. Количество загруженных сущностей: 500/500. |
| 212 | Медведево               | деревня          | Получено слишком много сущностей из Викиданные. Количество загруженных сущностей: 500/500. |
| 213 | Медведица               | посёлок          | Получено слишком много сущностей из Викиданные. Количество загруженных сущностей: 500/500. |
| 214 | Медведково              | деревня          | Получено слишком много сущностей из Викиданные. Количество загруженных сущностей: 500/500. |
| 215 | Мехтенево               | деревня          | Получено слишком много сущностей из Викиданные. Количество загруженных сущностей: 500/500. |
| 216 | Мизгирево               | деревня          | Получено слишком много сущностей из Викиданные. Количество загруженных сущностей: 500/500. |
| 217 | Миклюково               | деревня          | Получено слишком много сущностей из Викиданные. Количество загруженных сущностей: 500/500. |
| 218 | Милославское            | деревня          | Получено слишком много сущностей из Викиданные. Количество загруженных сущностей: 500/500. |
| 219 | Митино                  | деревня          | Получено слишком много сущностей из Викиданные. Количество загруженных сущностей: 500/500. |
| 220 | Митрохино               | деревня          | Получено слишком много сущностей из Викиданные. Количество загруженных сущностей: 500/500. |
| 221 | Мокриха                 | деревня          | Получено слишком много сущностей из Викиданные. Количество загруженных сущностей: 500/500. |
| 222 | Молевка                 | деревня          | Получено слишком много сущностей из Викиданные. Количество загруженных сущностей: 500/500. |
| 223 | Монино                  | деревня          | Получено слишком много сущностей из Викиданные. Количество загруженных сущностей: 500/500. |
| 224 | Морево                  | деревня          | Получено слишком много сущностей из Викиданные. Количество загруженных сущностей: 500/500. |
| 225 | Мостище                 | деревня          | Получено слишком много сущностей из Викиданные. Количество загруженных сущностей: 500/500. |
| 226 | Мошнино                 | деревня          | Получено слишком много сущностей из Викиданные. Количество загруженных сущностей: 500/500. |
| 227 | Мялицино                | деревня          | Получено слишком много сущностей из Викиданные. Количество загруженных сущностей: 500/500. |
| 228 | Непотягово              | деревня          | Получено слишком много сущностей из Викиданные. Количество загруженных сущностей: 500/500. |
| 229 | Нивищи                  | деревня          | Получено слишком много сущностей из Викиданные. Количество загруженных сущностей: 500/500. |
| 230 | Нижняя Троица           | деревня          | Получено слишком много сущностей из Викиданные. Количество загруженных сущностей: 500/500. |
| 231 | Нижняя Троица           | деревня          | Получено слишком много сущностей из Викиданные. Количество загруженных сущностей: 500/500. |
| 232 | Никольское              | деревня          | Получено слишком много сущностей из Викиданные. Количество загруженных сущностей: 500/500. |
| 233 | Никольское              | село             | Получено слишком много сущностей из Викиданные. Количество загруженных сущностей: 500/500. |
| 234 | Никулино                | деревня          | Получено слишком много сущностей из Викиданные. Количество загруженных сущностей: 500/500. |
| 235 | Никулкино               | деревня          | Получено слишком много сущностей из Викиданные. Количество загруженных сущностей: 500/500. |
| 236 | Новинки                 | деревня          | Получено слишком много сущностей из Викиданные. Количество загруженных сущностей: 500/500. |
| 237 | Новинки                 | деревня          | Получено слишком много сущностей из Викиданные. Количество загруженных сущностей: 500/500. |
| 238 | Новое Село              | деревня          | Получено слишком много сущностей из Викиданные. Количество загруженных сущностей: 500/500. |
| 239 | Новое Сташино           | деревня          | Получено слишком много сущностей из Викиданные. Количество загруженных сущностей: 500/500. |
| 240 | Овсянниково             | деревня          | Получено слишком много сущностей из Викиданные. Количество загруженных сущностей: 500/500. |
| 241 | Овсянниково             | деревня          | Получено слишком много сущностей из Викиданные. Количество загруженных сущностей: 500/500. |
| 242 | Окороково               | деревня          | Получено слишком много сущностей из Викиданные. Количество загруженных сущностей: 500/500. |
| 243 | Опухлово                | деревня          | Получено слишком много сущностей из Викиданные. Количество загруженных сущностей: 500/500. |
| 244 | Ордынка                 | деревня          | Получено слишком много сущностей из Викиданные. Количество загруженных сущностей: 500/500. |
| 245 | Осиновец                | деревня          | Получено слишком много сущностей из Викиданные. Количество загруженных сущностей: 500/500. |
| 246 | Осипово                 | деревня          | Получено слишком много сущностей из Викиданные. Количество загруженных сущностей: 500/500. |
| 247 | Отрубнево               | деревня          | Получено слишком много сущностей из Викиданные. Количество загруженных сущностей: 500/500. |
| 248 | Павловское              | деревня          | Получено слишком много сущностей из Викиданные. Количество загруженных сущностей: 500/500. |
| 249 | Панкратово              | деревня          | Получено слишком много сущностей из Викиданные. Количество загруженных сущностей: 500/500. |
| 250 | Пенье                   | деревня          | Получено слишком много сущностей из Викиданные. Количество загруженных сущностей: 500/500. |
| 251 | Пенье                   | деревня          | Получено слишком много сущностей из Викиданные. Количество загруженных сущностей: 500/500. |
| 252 | Первомайский            | посёлок          | Получено слишком много сущностей из Викиданные. Количество загруженных сущностей: 500/500. |
| 253 | Перетрясово             | деревня          | Получено слишком много сущностей из Викиданные. Количество загруженных сущностей: 500/500. |
| 254 | Пестриково              | деревня          | Получено слишком много сущностей из Викиданные. Количество загруженных сущностей: 500/500. |
| 255 | Петраково               | деревня          | Получено слишком много сущностей из Викиданные. Количество загруженных сущностей: 500/500. |
| 256 | Петровка                | деревня          | Получено слишком много сущностей из Викиданные. Количество загруженных сущностей: 500/500. |
| 257 | Письяковка              | деревня          | Получено слишком много сущностей из Викиданные. Количество загруженных сущностей: 500/500. |
| 258 | Плюгино                 | деревня          | Получено слишком много сущностей из Викиданные. Количество загруженных сущностей: 500/500. |
| 259 | Подберезье              | деревня          | Получено слишком много сущностей из Викиданные. Количество загруженных сущностей: 500/500. |
| 260 | Подберезье              | деревня          | Получено слишком много сущностей из Викиданные. Количество загруженных сущностей: 500/500. |
| 261 | Подселье                | деревня          | Получено слишком много сущностей из Викиданные. Количество загруженных сущностей: 500/500. |
| 262 | Покровское              | деревня          | Получено слишком много сущностей из Викиданные. Количество загруженных сущностей: 500/500. |
| 263 | Покровское              | деревня          | Получено слишком много сущностей из Викиданные. Количество загруженных сущностей: 500/500. |
| 264 | Полукьяново             | деревня          | Получено слишком много сущностей из Викиданные. Количество загруженных сущностей: 500/500. |
| 265 | Поповка                 | деревня          | Получено слишком много сущностей из Викиданные. Количество загруженных сущностей: 500/500. |
| 266 | Поповка                 | деревня          | Получено слишком много сущностей из Викиданные. Количество загруженных сущностей: 500/500. |
| 267 | Поповка-2               | деревня          | Получено слишком много сущностей из Викиданные. Количество загруженных сущностей: 500/500. |
| 268 | Посады                  | деревня          | Получено слишком много сущностей из Викиданные. Количество загруженных сущностей: 500/500. |
| 269 | Постельниково           | деревня          | Получено слишком много сущностей из Викиданные. Количество загруженных сущностей: 500/500. |
| 270 | Потупово                | деревня          | Получено слишком много сущностей из Викиданные. Количество загруженных сущностей: 500/500. |
| 271 | Почапки                 | деревня          | Получено слишком много сущностей из Викиданные. Количество загруженных сущностей: 500/500. |
| 272 | Починки                 | деревня          | Получено слишком много сущностей из Викиданные. Количество загруженных сущностей: 500/500. |
| 273 | Прокофьево              | деревня          | Получено слишком много сущностей из Викиданные. Количество загруженных сущностей: 500/500. |
| 274 | Пузиково                | деревня          | Получено слишком много сущностей из Викиданные. Количество загруженных сущностей: 500/500. |
| 275 | Пустынька               | деревня          | Получено слишком много сущностей из Викиданные. Количество загруженных сущностей: 500/500. |
| 276 | Пустыри                 | деревня          | Получено слишком много сущностей из Викиданные. Количество загруженных сущностей: 500/500. |
| 277 | Путилово                | деревня          | Получено слишком много сущностей из Викиданные. Количество загруженных сущностей: 500/500. |
| 278 | Пучихино                | деревня          | Получено слишком много сущностей из Викиданные. Количество загруженных сущностей: 500/500. |
| 279 | Пушкино                 | деревня          | Получено слишком много сущностей из Викиданные. Количество загруженных сущностей: 500/500. |
| 280 | Рагузино                | деревня          | Получено слишком много сущностей из Викиданные. Количество загруженных сущностей: 500/500. |
| 281 | Рагузино                | деревня          | Получено слишком много сущностей из Викиданные. Количество загруженных сущностей: 500/500. |
| 282 | Раднево                 | деревня          | Получено слишком много сущностей из Викиданные. Количество загруженных сущностей: 500/500. |
| 283 | Раково                  | деревня          | Получено слишком много сущностей из Викиданные. Количество загруженных сущностей: 500/500. |
| 284 | Рассолово               | деревня          | Получено слишком много сущностей из Викиданные. Количество загруженных сущностей: 500/500. |
| 285 | Ратчино                 | деревня          | Получено слишком много сущностей из Викиданные. Количество загруженных сущностей: 500/500. |
| 286 | Рахманово               | деревня          | Получено слишком много сущностей из Викиданные. Количество загруженных сущностей: 500/500. |
| 287 | Ременница               | деревня          | Получено слишком много сущностей из Викиданные. Количество загруженных сущностей: 500/500. |
| 288 | Репрево                 | деревня          | Получено слишком много сущностей из Викиданные. Количество загруженных сущностей: 500/500. |
| 289 | Рождественно            | деревня          | Получено слишком много сущностей из Викиданные. Количество загруженных сущностей: 500/500. |
| 290 | Рождествено             | деревня          | Получено слишком много сущностей из Викиданные. Количество загруженных сущностей: 500/500. |
| 291 | Ройга                   | деревня          | Получено слишком много сущностей из Викиданные. Количество загруженных сущностей: 500/500. |
| 292 | Ромашино                | деревня          | Получено слишком много сущностей из Викиданные. Количество загруженных сущностей: 500/500. |
| 293 | Рудлево                 | деревня          | Получено слишком много сущностей из Викиданные. Количество загруженных сущностей: 500/500. |
| 294 | Ручейки                 | деревня          | Получено слишком много сущностей из Викиданные. Количество загруженных сущностей: 500/500. |
| 295 | Рыкулино                | деревня          | Получено слишком много сущностей из Викиданные. Количество загруженных сущностей: 500/500. |
| 296 | Савашкино               | деревня          | Получено слишком много сущностей из Викиданные. Количество загруженных сущностей: 500/500. |
| 297 | Савелково               | деревня          | Получено слишком много сущностей из Викиданные. Количество загруженных сущностей: 500/500. |
| 298 | Савцыно                 | село             | Получено слишком много сущностей из Викиданные. Количество загруженных сущностей: 500/500. |
| 299 | Саково                  | деревня          | Получено слишком много сущностей из Викиданные. Количество загруженных сущностей: 500/500. |
| 300 | Салтыково               | село             | Получено слишком много сущностей из Викиданные. Количество загруженных сущностей: 500/500. |
| 301 | Сальково                | деревня          | Получено слишком много сущностей из Викиданные. Количество загруженных сущностей: 500/500. |
| 302 | Сафонеево               | деревня          | Получено слишком много сущностей из Викиданные. Количество загруженных сущностей: 500/500. |
| 303 | Свезево                 | деревня          | Получено слишком много сущностей из Викиданные. Количество загруженных сущностей: 500/500. |
| 304 | Свинцово                | деревня          | Получено слишком много сущностей из Викиданные. Количество загруженных сущностей: 500/500. |
| 305 | Свитино                 | деревня          | Получено слишком много сущностей из Викиданные. Количество загруженных сущностей: 500/500. |
| 306 | Селихово                | деревня          | Получено слишком много сущностей из Викиданные. Количество загруженных сущностей: 500/500. |
| 307 | Семеновское             | деревня          | Получено слишком много сущностей из Викиданные. Количество загруженных сущностей: 500/500. |
| 308 | Семеновское             | деревня          | Получено слишком много сущностей из Викиданные. Количество загруженных сущностей: 500/500. |
| 309 | Серговка                | деревня          | Получено слишком много сущностей из Викиданные. Количество загруженных сущностей: 500/500. |
| 310 | Сипягино                | деревня          | Получено слишком много сущностей из Викиданные. Количество загруженных сущностей: 500/500. |
| 311 | Сипягино                | деревня          | Получено слишком много сущностей из Викиданные. Количество загруженных сущностей: 500/500. |
| 312 | Скатерка                | деревня          | Получено слишком много сущностей из Викиданные. Количество загруженных сущностей: 500/500. |
| 313 | Скриплево               | деревня          | Получено слишком много сущностей из Викиданные. Количество загруженных сущностей: 500/500. |
| 314 | Славково                | село             | Получено слишком много сущностей из Викиданные. Количество загруженных сущностей: 500/500. |
| 315 | Слобода                 | деревня          | Получено слишком много сущностей из Викиданные. Количество загруженных сущностей: 500/500. |
| 316 | Слободка                | деревня          | Получено слишком много сущностей из Викиданные. Количество загруженных сущностей: 500/500. |
| 317 | Слободка                | деревня          | Получено слишком много сущностей из Викиданные. Количество загруженных сущностей: 500/500. |
| 318 | Соколово                | деревня          | Получено слишком много сущностей из Викиданные. Количество загруженных сущностей: 500/500. |
| 319 | Соколово-Кошкарево      | деревня          | Получено слишком много сущностей из Викиданные. Количество загруженных сущностей: 500/500. |
| 320 | Сологовское             | деревня          | Получено слишком много сущностей из Викиданные. Количество загруженных сущностей: 500/500. |
| 321 | Спасс                   | деревня          | Получено слишком много сущностей из Викиданные. Количество загруженных сущностей: 500/500. |
| 322 | Спасское                | село             | Получено слишком много сущностей из Викиданные. Количество загруженных сущностей: 500/500. |
| 323 | Спицино                 | деревня          | Получено слишком много сущностей из Викиданные. Количество загруженных сущностей: 500/500. |
| 324 | Старово                 | деревня          | Получено слишком много сущностей из Викиданные. Количество загруженных сущностей: 500/500. |
| 325 | Старое Сташино          | деревня          | Получено слишком много сущностей из Викиданные. Количество загруженных сущностей: 500/500. |
| 326 | Староселье              | деревня          | Получено слишком много сущностей из Викиданные. Количество загруженных сущностей: 500/500. |
| 327 | Стельково               | село             | Получено слишком много сущностей из Викиданные. Количество загруженных сущностей: 500/500. |
| 328 | Степаньково             | деревня          | Получено слишком много сущностей из Викиданные. Количество загруженных сущностей: 500/500. |
| 329 | Стражково               | село             | Получено слишком много сущностей из Викиданные. Количество загруженных сущностей: 500/500. |
| 330 | Студеное Поле           | деревня          | Получено слишком много сущностей из Викиданные. Количество загруженных сущностей: 500/500. |
| 331 | Стулово                 | посёлок          | Получено слишком много сущностей из Викиданные. Количество загруженных сущностей: 500/500. |
| 332 | Судниково               | деревня          | Получено слишком много сущностей из Викиданные. Количество загруженных сущностей: 500/500. |
| 333 | Сумино                  | деревня          | Получено слишком много сущностей из Викиданные. Количество загруженных сущностей: 500/500. |
| 334 | Сусолиха                | деревня          | Получено слишком много сущностей из Викиданные. Количество загруженных сущностей: 500/500. |
| 335 | Сухолом                 | деревня          | Получено слишком много сущностей из Викиданные. Количество загруженных сущностей: 500/500. |
| 336 | Тарбаево                | деревня          | Получено слишком много сущностей из Викиданные. Количество загруженных сущностей: 500/500. |
| 337 | Терботунь               | деревня          | Получено слишком много сущностей из Викиданные. Количество загруженных сущностей: 500/500. |
| 338 | Терехино                | деревня          | Получено слишком много сущностей из Викиданные. Количество загруженных сущностей: 500/500. |
| 339 | Тетьково                | деревня          | Получено слишком много сущностей из Викиданные. Количество загруженных сущностей: 500/500. |
| 340 | Тиволино                | деревня          | Получено слишком много сущностей из Викиданные. Количество загруженных сущностей: 500/500. |
| 341 | Токарево                | деревня          | Получено слишком много сущностей из Викиданные. Количество загруженных сущностей: 500/500. |
| 342 | Троицкое                | деревня          | Получено слишком много сущностей из Викиданные. Количество загруженных сущностей: 500/500. |
| 343 | Тросухино               | деревня          | Получено слишком много сущностей из Викиданные. Количество загруженных сущностей: 500/500. |
| 344 | Трубино                 | деревня          | Получено слишком много сущностей из Викиданные. Количество загруженных сущностей: 500/500. |
| 345 | Трубино                 | деревня          | Получено слишком много сущностей из Викиданные. Количество загруженных сущностей: 500/500. |
| 346 | Турлеево                | деревня          | Получено слишком много сущностей из Викиданные. Количество загруженных сущностей: 500/500. |
| 347 | Туровино                | деревня          | Получено слишком много сущностей из Викиданные. Количество загруженных сущностей: 500/500. |
| 348 | Турово                  | село             | Получено слишком много сущностей из Викиданные. Количество загруженных сущностей: 500/500. |
| 349 | Тушнево                 | деревня          | Получено слишком много сущностей из Викиданные. Количество загруженных сущностей: 500/500. |
| 350 | Уницкая Горка           | деревня          | Получено слишком много сущностей из Викиданные. Количество загруженных сущностей: 500/500. |
| 351 | Уницы                   | село             | Получено слишком много сущностей из Викиданные. Количество загруженных сущностей: 500/500. |
| 352 | Усатиково               | деревня          | Получено слишком много сущностей из Викиданные. Количество загруженных сущностей: 500/500. |
| 353 | Устиново                | деревня          | Получено слишком много сущностей из Викиданные. Количество загруженных сущностей: 500/500. |
| 354 | Фаладьино               | деревня          | Получено слишком много сущностей из Викиданные. Количество загруженных сущностей: 500/500. |
| 355 | Фалево                  | деревня          | Получено слишком много сущностей из Викиданные. Количество загруженных сущностей: 500/500. |
| 356 | Фарафоновка             | деревня          | Получено слишком много сущностей из Викиданные. Количество загруженных сущностей: 500/500. |
| 357 | Федоровское             | деревня          | Получено слишком много сущностей из Викиданные. Количество загруженных сущностей: 500/500. |
| 358 | Федосьино               | деревня          | Получено слишком много сущностей из Викиданные. Количество загруженных сущностей: 500/500. |
| 359 | Филипищево              | деревня          | Получено слишком много сущностей из Викиданные. Количество загруженных сущностей: 500/500. |
| 360 | Филитово                | деревня          | Получено слишком много сущностей из Викиданные. Количество загруженных сущностей: 500/500. |
| 361 | Фролово                 | деревня          | Получено слишком много сущностей из Викиданные. Количество загруженных сущностей: 500/500. |
| 362 | Фролово                 | деревня          | Получено слишком много сущностей из Викиданные. Количество загруженных сущностей: 500/500. |
| 363 | Фроловское              | деревня          | Получено слишком много сущностей из Викиданные. Количество загруженных сущностей: 500/500. |
| 364 | Харлово                 | деревня          | Получено слишком много сущностей из Викиданные. Количество загруженных сущностей: 500/500. |
| 365 | Хлябово                 | деревня          | Получено слишком много сущностей из Викиданные. Количество загруженных сущностей: 500/500. |
| 366 | Холстово                | деревня          | Получено слишком много сущностей из Викиданные. Количество загруженных сущностей: 500/500. |
| 367 | Хрипелево               | деревня          | Получено слишком много сущностей из Викиданные. Количество загруженных сущностей: 500/500. |
| 368 | Чагино                  | село             | Получено слишком много сущностей из Викиданные. Количество загруженных сущностей: 500/500. |
| 369 | Чаплинка                | деревня          | Получено слишком много сущностей из Викиданные. Количество загруженных сущностей: 500/500. |
| 370 | Чеканово                | деревня          | Получено слишком много сущностей из Викиданные. Количество загруженных сущностей: 500/500. |
| 371 | Чекмарево               | деревня          | Получено слишком много сущностей из Викиданные. Количество загруженных сущностей: 500/500. |
| 372 | Челагино                | деревня          | Получено слишком много сущностей из Викиданные. Количество загруженных сущностей: 500/500. |
| 373 | Ченцово                 | деревня          | Получено слишком много сущностей из Викиданные. Количество загруженных сущностей: 500/500. |
| 374 | Ченцы                   | деревня          | Получено слишком много сущностей из Викиданные. Количество загруженных сущностей: 500/500. |
| 375 | Черемухино              | деревня          | Получено слишком много сущностей из Викиданные. Количество загруженных сущностей: 500/500. |
| 376 | Чернышево               | деревня          | Получено слишком много сущностей из Викиданные. Количество загруженных сущностей: 500/500. |
| 377 | Чернятино               | деревня          | Получено слишком много сущностей из Викиданные. Количество загруженных сущностей: 500/500. |
| 378 | Чириково                | деревня          | Получено слишком много сущностей из Викиданные. Количество загруженных сущностей: 500/500. |
| 379 | Чупрово                 | деревня          | Получено слишком много сущностей из Викиданные. Количество загруженных сущностей: 500/500. |
| 380 | Шевелево                | село             | Получено слишком много сущностей из Викиданные. Количество загруженных сущностей: 500/500. |
| 381 | Шевригино               | деревня          | Получено слишком много сущностей из Викиданные. Количество загруженных сущностей: 500/500. |
| 382 | Шепели                  | деревня          | Получено слишком много сущностей из Викиданные. Количество загруженных сущностей: 500/500. |
| 383 | Шестаково               | деревня          | Получено слишком много сущностей из Викиданные. Количество загруженных сущностей: 500/500. |
| 384 | Шилково                 | деревня          | Получено слишком много сущностей из Викиданные. Количество загруженных сущностей: 500/500. |
| 385 | Шихурово                | деревня          | Получено слишком много сущностей из Викиданные. Количество загруженных сущностей: 500/500. |
| 386 | Шишелово                | деревня          | Получено слишком много сущностей из Викиданные. Количество загруженных сущностей: 500/500. |
| 387 | Шишкино                 | деревня          | Получено слишком много сущностей из Викиданные. Количество загруженных сущностей: 500/500. |
| 388 | Шубино                  | деревня          | Получено слишком много сущностей из Викиданные. Количество загруженных сущностей: 500/500. |
| 389 | Щапицы                  | деревня          | Получено слишком много сущностей из Викиданные. Количество загруженных сущностей: 500/500. |
| 390 | Щекотово                | деревня          | Получено слишком много сущностей из Викиданные. Количество загруженных сущностей: 500/500. |
| 391 | Щелково                 | деревня          | Получено слишком много сущностей из Викиданные. Количество загруженных сущностей: 500/500. |
| 392 | Эндогорово              | деревня          | Получено слишком много сущностей из Викиданные. Количество загруженных сущностей: 500/500. |
| 393 | Эскино                  | деревня          | Получено слишком много сущностей из Викиданные. Количество загруженных сущностей: 500/500. |
| 394 | Юрино                   | деревня          | Получено слишком много сущностей из Викиданные. Количество загруженных сущностей: 500/500. |
| 395 | Языково                 | деревня          | Получено слишком много сущностей из Викиданные. Количество загруженных сущностей: 500/500. |
| 396 | Яйцово                  | деревня          | Получено слишком много сущностей из Викиданные. Количество загруженных сущностей: 500/500. |
| 397 | Ясная Поляна            | деревня          | Получено слишком много сущностей из Викиданные. Количество загруженных сущностей: 500/500. |

### Краснохолмский муниципальный округ
| №   | Населённый пункт  | Тип              | Население                                                                                  |
| --- | ----------------- | ---------------- | ------------------------------------------------------------------------------------------ |
| 1   | Александровка     | деревня          | Получено слишком много сущностей из Викиданные. Количество загруженных сущностей: 500/500. |
| 2   | Анисимово         | деревня          | Получено слишком много сущностей из Викиданные. Количество загруженных сущностей: 500/500. |
| 3   | Афанасово         | деревня          | Получено слишком много сущностей из Викиданные. Количество загруженных сущностей: 500/500. |
| 4   | Бабино            | деревня          | Получено слишком много сущностей из Викиданные. Количество загруженных сущностей: 500/500. |
| 5   | Барбино           | деревня          | Получено слишком много сущностей из Викиданные. Количество загруженных сущностей: 500/500. |
| 6   | Бекрень           | деревня          | Получено слишком много сущностей из Викиданные. Количество загруженных сущностей: 500/500. |
| 7   | Бельково          | деревня          | Получено слишком много сущностей из Викиданные. Количество загруженных сущностей: 500/500. |
| 8   | Бибирево          | деревня          | Получено слишком много сущностей из Викиданные. Количество загруженных сущностей: 500/500. |
| 9   | Болонино          | село             | Получено слишком много сущностей из Викиданные. Количество загруженных сущностей: 500/500. |
| 10  | Большая Погорелка | деревня          | Получено слишком много сущностей из Викиданные. Количество загруженных сущностей: 500/500. |
| 11  | Большое Рагозино  | деревня          | Получено слишком много сущностей из Викиданные. Количество загруженных сущностей: 500/500. |
| 12  | Большой Дорок     | деревня          | Получено слишком много сущностей из Викиданные. Количество загруженных сущностей: 500/500. |
| 13  | Бортница          | деревня          | Получено слишком много сущностей из Викиданные. Количество загруженных сущностей: 500/500. |
| 14  | Боярское          | деревня          | Получено слишком много сущностей из Викиданные. Количество загруженных сущностей: 500/500. |
| 15  | Брагино           | деревня          | Получено слишком много сущностей из Викиданные. Количество загруженных сущностей: 500/500. |
| 16  | Братское          | деревня          | Получено слишком много сущностей из Викиданные. Количество загруженных сущностей: 500/500. |
| 17  | Будакино          | деревня          | Получено слишком много сущностей из Викиданные. Количество загруженных сущностей: 500/500. |
| 18  | Будилово          | деревня          | Получено слишком много сущностей из Викиданные. Количество загруженных сущностей: 500/500. |
| 19  | Буньково          | деревня          | Получено слишком много сущностей из Викиданные. Количество загруженных сущностей: 500/500. |
| 20  | Быковищи          | деревня          | Получено слишком много сущностей из Викиданные. Количество загруженных сущностей: 500/500. |
| 21  | Валгус            | деревня          | Получено слишком много сущностей из Викиданные. Количество загруженных сущностей: 500/500. |
| 22  | Василево          | деревня          | Получено слишком много сущностей из Викиданные. Количество загруженных сущностей: 500/500. |
| 23  | Васильки          | деревня          | Получено слишком много сущностей из Викиданные. Количество загруженных сущностей: 500/500. |
| 24  | Васьки            | деревня          | Получено слишком много сущностей из Викиданные. Количество загруженных сущностей: 500/500. |
| 25  | Васюнино          | деревня          | Получено слишком много сущностей из Викиданные. Количество загруженных сущностей: 500/500. |
| 26  | Ведерница         | деревня          | Получено слишком много сущностей из Викиданные. Количество загруженных сущностей: 500/500. |
| 27  | Володино          | деревня          | Получено слишком много сущностей из Викиданные. Количество загруженных сущностей: 500/500. |
| 28  | Воробьиха         | деревня          | Получено слишком много сущностей из Викиданные. Количество загруженных сущностей: 500/500. |
| 29  | Высокуша          | деревня          | Получено слишком много сущностей из Викиданные. Количество загруженных сущностей: 500/500. |
| 30  | Гаврилово         | деревня          | Получено слишком много сущностей из Викиданные. Количество загруженных сущностей: 500/500. |
| 31  | Глебени           | деревня          | Получено слишком много сущностей из Викиданные. Количество загруженных сущностей: 500/500. |
| 32  | Глумиха           | деревня          | Получено слишком много сущностей из Викиданные. Количество загруженных сущностей: 500/500. |
| 33  | Глунцово          | деревня          | Получено слишком много сущностей из Викиданные. Количество загруженных сущностей: 500/500. |
| 34  | Головково         | деревня          | Получено слишком много сущностей из Викиданные. Количество загруженных сущностей: 500/500. |
| 35  | Горка             | деревня          | Получено слишком много сущностей из Викиданные. Количество загруженных сущностей: 500/500. |
| 36  | Горчаково         | деревня          | Получено слишком много сущностей из Викиданные. Количество загруженных сущностей: 500/500. |
| 37  | Григорково        | деревня          | Получено слишком много сущностей из Викиданные. Количество загруженных сущностей: 500/500. |
| 38  | Григорово         | деревня          | Получено слишком много сущностей из Викиданные. Количество загруженных сущностей: 500/500. |
| 39  | Гришки            | деревня          | Получено слишком много сущностей из Викиданные. Количество загруженных сущностей: 500/500. |
| 40  | Грудино           | деревня          | Получено слишком много сущностей из Викиданные. Количество загруженных сущностей: 500/500. |
| 41  | Гущино            | деревня          | Получено слишком много сущностей из Викиданные. Количество загруженных сущностей: 500/500. |
| 42  | Давыдово          | деревня          | Получено слишком много сущностей из Викиданные. Количество загруженных сущностей: 500/500. |
| 43  | Дашкино           | деревня          | Получено слишком много сущностей из Викиданные. Количество загруженных сущностей: 500/500. |
| 44  | Дедово            | деревня          | Получено слишком много сущностей из Викиданные. Количество загруженных сущностей: 500/500. |
| 45  | Деревково         | деревня          | Получено слишком много сущностей из Викиданные. Количество загруженных сущностей: 500/500. |
| 46  | Дмитровка         | деревня          | Получено слишком много сущностей из Викиданные. Количество загруженных сущностей: 500/500. |
| 47  | Дор               | деревня          | Получено слишком много сущностей из Викиданные. Количество загруженных сущностей: 500/500. |
| 48  | Дор               | деревня          | Получено слишком много сущностей из Викиданные. Количество загруженных сущностей: 500/500. |
| 49  | Дор-Разъезд       | населённый пункт | Получено слишком много сущностей из Викиданные. Количество загруженных сущностей: 500/500. |
| 50  | Дроздеево         | село             | Получено слишком много сущностей из Викиданные. Количество загруженных сущностей: 500/500. |
| 51  | Дулово            | деревня          | Получено слишком много сущностей из Викиданные. Количество загруженных сущностей: 500/500. |
| 52  | Думино            | деревня          | Получено слишком много сущностей из Викиданные. Количество загруженных сущностей: 500/500. |
| 53  | Дымцево           | деревня          | Получено слишком много сущностей из Викиданные. Количество загруженных сущностей: 500/500. |
| 54  | Ескино            | деревня          | Получено слишком много сущностей из Викиданные. Количество загруженных сущностей: 500/500. |
| 55  | Ждани             | деревня          | Получено слишком много сущностей из Викиданные. Количество загруженных сущностей: 500/500. |
| 56  | Желобни           | деревня          | Получено слишком много сущностей из Викиданные. Количество загруженных сущностей: 500/500. |
| 57  | Жигариха          | деревня          | Получено слишком много сущностей из Викиданные. Количество загруженных сущностей: 500/500. |
| 58  | Завидово          | деревня          | Получено слишком много сущностей из Викиданные. Количество загруженных сущностей: 500/500. |
| 59  | Загайно           | деревня          | Получено слишком много сущностей из Викиданные. Количество загруженных сущностей: 500/500. |
| 60  | Заполек           | деревня          | Получено слишком много сущностей из Викиданные. Количество загруженных сущностей: 500/500. |
| 61  | Захариха          | деревня          | Получено слишком много сущностей из Викиданные. Количество загруженных сущностей: 500/500. |
| 62  | Ивакино           | деревня          | Получено слишком много сущностей из Викиданные. Количество загруженных сущностей: 500/500. |
| 63  | Каменка           | деревня          | Получено слишком много сущностей из Викиданные. Количество загруженных сущностей: 500/500. |
| 64  | Кесово            | деревня          | Получено слишком много сущностей из Викиданные. Количество загруженных сущностей: 500/500. |
| 65  | Клабуки           | деревня          | Получено слишком много сущностей из Викиданные. Количество загруженных сущностей: 500/500. |
| 66  | Кожанково         | деревня          | Получено слишком много сущностей из Викиданные. Количество загруженных сущностей: 500/500. |
| 67  | Козлово           | деревня          | Получено слишком много сущностей из Викиданные. Количество загруженных сущностей: 500/500. |
| 68  | Кокорекино        | деревня          | Получено слишком много сущностей из Викиданные. Количество загруженных сущностей: 500/500. |
| 69  | Кокошкино         | деревня          | Получено слишком много сущностей из Викиданные. Количество загруженных сущностей: 500/500. |
| 70  | Колпино           | деревня          | Получено слишком много сущностей из Викиданные. Количество загруженных сущностей: 500/500. |
| 71  | Коробово          | деревня          | Получено слишком много сущностей из Викиданные. Количество загруженных сущностей: 500/500. |
| 72  | Коровкино         | деревня          | Получено слишком много сущностей из Викиданные. Количество загруженных сущностей: 500/500. |
| 73  | Костево           | деревня          | Получено слишком много сущностей из Викиданные. Количество загруженных сущностей: 500/500. |
| 74  | Костино           | деревня          | Получено слишком много сущностей из Викиданные. Количество загруженных сущностей: 500/500. |
| 75  | Костычево         | деревня          | Получено слишком много сущностей из Викиданные. Количество загруженных сущностей: 500/500. |
| 76  | Косяково          | деревня          | Получено слишком много сущностей из Викиданные. Количество загруженных сущностей: 500/500. |
| 77  | Кочерово          | деревня          | Получено слишком много сущностей из Викиданные. Количество загруженных сущностей: 500/500. |
| 78  | Крапивкино        | деревня          | Получено слишком много сущностей из Викиданные. Количество загруженных сущностей: 500/500. |
| 79  | Красново          | деревня          | Получено слишком много сущностей из Викиданные. Количество загруженных сущностей: 500/500. |
| 80  | Красный Холм      | город            | Получено слишком много сущностей из Викиданные. Количество загруженных сущностей: 500/500. |
| 81  | Круглиха          | деревня          | Получено слишком много сущностей из Викиданные. Количество загруженных сущностей: 500/500. |
| 82  | Крюково           | деревня          | Получено слишком много сущностей из Викиданные. Количество загруженных сущностей: 500/500. |
| 83  | Куднево           | деревня          | Получено слишком много сущностей из Викиданные. Количество загруженных сущностей: 500/500. |
| 84  | Кузьминское       | деревня          | Получено слишком много сущностей из Викиданные. Количество загруженных сущностей: 500/500. |
| 85  | Курниково         | деревня          | Получено слишком много сущностей из Викиданные. Количество загруженных сущностей: 500/500. |
| 86  | Лаптево           | деревня          | Получено слишком много сущностей из Викиданные. Количество загруженных сущностей: 500/500. |
| 87  | Лапшино           | деревня          | Получено слишком много сущностей из Викиданные. Количество загруженных сущностей: 500/500. |
| 88  | Ларихово          | деревня          | Получено слишком много сущностей из Викиданные. Количество загруженных сущностей: 500/500. |
| 89  | Лесной Холм       | деревня          | Получено слишком много сущностей из Викиданные. Количество загруженных сущностей: 500/500. |
| 90  | Лизиково          | деревня          | Получено слишком много сущностей из Викиданные. Количество загруженных сущностей: 500/500. |
| 91  | Литвиновка        | деревня          | Получено слишком много сущностей из Викиданные. Количество загруженных сущностей: 500/500. |
| 92  | Лихачёво          | деревня          | Получено слишком много сущностей из Викиданные. Количество загруженных сущностей: 500/500. |
| 93  | Лобнево           | деревня          | Получено слишком много сущностей из Викиданные. Количество загруженных сущностей: 500/500. |
| 94  | Лопатиха          | деревня          | Получено слишком много сущностей из Викиданные. Количество загруженных сущностей: 500/500. |
| 95  | Лохово            | деревня          | Получено слишком много сущностей из Викиданные. Количество загруженных сущностей: 500/500. |
| 96  | Лысково           | деревня          | Получено слишком много сущностей из Викиданные. Количество загруженных сущностей: 500/500. |
| 97  | Маковеево         | деревня          | Получено слишком много сущностей из Викиданные. Количество загруженных сущностей: 500/500. |
| 98  | Максимцы          | деревня          | Получено слишком много сущностей из Викиданные. Количество загруженных сущностей: 500/500. |
| 99  | Малая Погорелка   | деревня          | Получено слишком много сущностей из Викиданные. Количество загруженных сущностей: 500/500. |
| 100 | Малое Рагозино    | деревня          | Получено слишком много сущностей из Викиданные. Количество загруженных сущностей: 500/500. |
| 101 | Мартыново         | село             | Получено слишком много сущностей из Викиданные. Количество загруженных сущностей: 500/500. |
| 102 | Машино            | деревня          | Получено слишком много сущностей из Викиданные. Количество загруженных сущностей: 500/500. |
| 103 | Медведево         | деревня          | Получено слишком много сущностей из Викиданные. Количество загруженных сущностей: 500/500. |
| 104 | Медведчиково      | деревня          | Получено слишком много сущностей из Викиданные. Количество загруженных сущностей: 500/500. |
| 105 | Михалево          | деревня          | Получено слишком много сущностей из Викиданные. Количество загруженных сущностей: 500/500. |
| 106 | Михалиха          | деревня          | Получено слишком много сущностей из Викиданные. Количество загруженных сущностей: 500/500. |
| 107 | Михеево           | деревня          | Получено слишком много сущностей из Викиданные. Количество загруженных сущностей: 500/500. |
| 108 | Могочи            | деревня          | Получено слишком много сущностей из Викиданные. Количество загруженных сущностей: 500/500. |
| 109 | Мокравицы         | деревня          | Получено слишком много сущностей из Викиданные. Количество загруженных сущностей: 500/500. |
| 110 | Мокрени           | деревня          | Получено слишком много сущностей из Викиданные. Количество загруженных сущностей: 500/500. |
| 111 | Морозово          | деревня          | Получено слишком много сущностей из Викиданные. Количество загруженных сущностей: 500/500. |
| 112 | Муравьево         | деревня          | Получено слишком много сущностей из Викиданные. Количество загруженных сущностей: 500/500. |
| 113 | Муравьево         | деревня          | Получено слишком много сущностей из Викиданные. Количество загруженных сущностей: 500/500. |
| 114 | Нави              | деревня          | Получено слишком много сущностей из Викиданные. Количество загруженных сущностей: 500/500. |
| 115 | Назимово          | деревня          | Получено слишком много сущностей из Викиданные. Количество загруженных сущностей: 500/500. |
| 116 | Наумово           | деревня          | Получено слишком много сущностей из Викиданные. Количество загруженных сущностей: 500/500. |
| 117 | Нева              | деревня          | Получено слишком много сущностей из Викиданные. Количество загруженных сущностей: 500/500. |
| 118 | Неледино          | посёлок          | Получено слишком много сущностей из Викиданные. Количество загруженных сущностей: 500/500. |
| 119 | Нивы              | деревня          | Получено слишком много сущностей из Викиданные. Количество загруженных сущностей: 500/500. |
| 120 | Никулино          | деревня          | Получено слишком много сущностей из Викиданные. Количество загруженных сущностей: 500/500. |
| 121 | Новинка           | деревня          | Получено слишком много сущностей из Викиданные. Количество загруженных сущностей: 500/500. |
| 122 | Новое Рощино      | деревня          | Получено слишком много сущностей из Викиданные. Количество загруженных сущностей: 500/500. |
| 123 | Новоселка         | деревня          | Получено слишком много сущностей из Викиданные. Количество загруженных сущностей: 500/500. |
| 124 | Носово            | деревня          | Получено слишком много сущностей из Викиданные. Количество загруженных сущностей: 500/500. |
| 125 | Овинищи           | деревня          | Получено слишком много сущностей из Викиданные. Количество загруженных сущностей: 500/500. |
| 126 | Огибалово         | деревня          | Получено слишком много сущностей из Викиданные. Количество загруженных сущностей: 500/500. |
| 127 | Осиновка          | деревня          | Получено слишком много сущностей из Викиданные. Количество загруженных сущностей: 500/500. |
| 128 | Осташково         | деревня          | Получено слишком много сущностей из Викиданные. Количество загруженных сущностей: 500/500. |
| 129 | Остолопово        | ж-д.рзд          | Получено слишком много сущностей из Викиданные. Количество загруженных сущностей: 500/500. |
| 130 | Остров            | деревня          | Получено слишком много сущностей из Викиданные. Количество загруженных сущностей: 500/500. |
| 131 | Ошуково           | деревня          | Получено слишком много сущностей из Викиданные. Количество загруженных сущностей: 500/500. |
| 132 | Пальниково        | деревня          | Получено слишком много сущностей из Викиданные. Количество загруженных сущностей: 500/500. |
| 133 | Пахирево          | деревня          | Получено слишком много сущностей из Викиданные. Количество загруженных сущностей: 500/500. |
| 134 | Перха             | деревня          | Получено слишком много сущностей из Викиданные. Количество загруженных сущностей: 500/500. |
| 135 | Петелино          | деревня          | Получено слишком много сущностей из Викиданные. Количество загруженных сущностей: 500/500. |
| 136 | Петрушино         | деревня          | Получено слишком много сущностей из Викиданные. Количество загруженных сущностей: 500/500. |
| 137 | Петряево          | деревня          | Получено слишком много сущностей из Викиданные. Количество загруженных сущностей: 500/500. |
| 138 | Плишкино          | деревня          | Получено слишком много сущностей из Викиданные. Количество загруженных сущностей: 500/500. |
| 139 | Покровское        | деревня          | Получено слишком много сущностей из Викиданные. Количество загруженных сущностей: 500/500. |
| 140 | Полежаиха         | деревня          | Получено слишком много сущностей из Викиданные. Количество загруженных сущностей: 500/500. |
| 141 | Поляны            | деревня          | Получено слишком много сущностей из Викиданные. Количество загруженных сущностей: 500/500. |
| 142 | Поповка           | деревня          | Получено слишком много сущностей из Викиданные. Количество загруженных сущностей: 500/500. |
| 143 | Поповка           | деревня          | Получено слишком много сущностей из Викиданные. Количество загруженных сущностей: 500/500. |
| 144 | Поповское         | деревня          | Получено слишком много сущностей из Викиданные. Количество загруженных сущностей: 500/500. |
| 145 | Поповское         | деревня          | Получено слишком много сущностей из Викиданные. Количество загруженных сущностей: 500/500. |
| 146 | Потешкино         | деревня          | Получено слишком много сущностей из Викиданные. Количество загруженных сущностей: 500/500. |
| 147 | Починок           | деревня          | Получено слишком много сущностей из Викиданные. Количество загруженных сущностей: 500/500. |
| 148 | Прокино           | деревня          | Получено слишком много сущностей из Викиданные. Количество загруженных сущностей: 500/500. |
| 149 | Прокофьево        | деревня          | Получено слишком много сущностей из Викиданные. Количество загруженных сущностей: 500/500. |
| 150 | Пронино           | деревня          | Получено слишком много сущностей из Викиданные. Количество загруженных сущностей: 500/500. |
| 151 | Пруды             | деревня          | Получено слишком много сущностей из Викиданные. Количество загруженных сущностей: 500/500. |
| 152 | Путилово          | деревня          | Получено слишком много сущностей из Викиданные. Количество загруженных сущностей: 500/500. |
| 153 | Раменье           | деревня          | Получено слишком много сущностей из Викиданные. Количество загруженных сущностей: 500/500. |
| 154 | Рачево            | село             | Получено слишком много сущностей из Викиданные. Количество загруженных сущностей: 500/500. |
| 155 | Ргени             | деревня          | Получено слишком много сущностей из Викиданные. Количество загруженных сущностей: 500/500. |
| 156 | Ременники         | деревня          | Получено слишком много сущностей из Викиданные. Количество загруженных сущностей: 500/500. |
| 157 | Рудихово          | деревня          | Получено слишком много сущностей из Викиданные. Количество загруженных сущностей: 500/500. |
| 158 | Русиново          | деревня          | Получено слишком много сущностей из Викиданные. Количество загруженных сущностей: 500/500. |
| 159 | Рыжково           | деревня          | Получено слишком много сущностей из Викиданные. Количество загруженных сущностей: 500/500. |
| 160 | Рычманово         | деревня          | Получено слишком много сущностей из Викиданные. Количество загруженных сущностей: 500/500. |
| 161 | Сварухино         | деревня          | Получено слишком много сущностей из Викиданные. Количество загруженных сущностей: 500/500. |
| 162 | Северный          | посёлок          | Получено слишком много сущностей из Викиданные. Количество загруженных сущностей: 500/500. |
| 163 | Седнева           | деревня          | Получено слишком много сущностей из Викиданные. Количество загруженных сущностей: 500/500. |
| 164 | Селилово          | деревня          | Получено слишком много сущностей из Викиданные. Количество загруженных сущностей: 500/500. |
| 165 | Семеновское       | деревня          | Получено слишком много сущностей из Викиданные. Количество загруженных сущностей: 500/500. |
| 166 | Симаново          | деревня          | Получено слишком много сущностей из Викиданные. Количество загруженных сущностей: 500/500. |
| 167 | Скоросово         | деревня          | Получено слишком много сущностей из Викиданные. Количество загруженных сущностей: 500/500. |
| 168 | Слобода           | деревня          | Получено слишком много сущностей из Викиданные. Количество загруженных сущностей: 500/500. |
| 169 | Слудново          | деревня          | Получено слишком много сущностей из Викиданные. Количество загруженных сущностей: 500/500. |
| 170 | Старово           | деревня          | Получено слишком много сущностей из Викиданные. Количество загруженных сущностей: 500/500. |
| 171 | Старое Гвоздино   | деревня          | Получено слишком много сущностей из Викиданные. Количество загруженных сущностей: 500/500. |
| 172 | Стрелка           | деревня          | Получено слишком много сущностей из Викиданные. Количество загруженных сущностей: 500/500. |
| 173 | Струбищи          | деревня          | Получено слишком много сущностей из Викиданные. Количество загруженных сущностей: 500/500. |
| 174 | Стяжки            | деревня          | Получено слишком много сущностей из Викиданные. Количество загруженных сущностей: 500/500. |
| 175 | Суслово           | деревня          | Получено слишком много сущностей из Викиданные. Количество загруженных сущностей: 500/500. |
| 176 | Сутоки            | деревня          | Получено слишком много сущностей из Викиданные. Количество загруженных сущностей: 500/500. |
| 177 | Терешково         | деревня          | Получено слишком много сущностей из Викиданные. Количество загруженных сущностей: 500/500. |
| 178 | Токариха          | деревня          | Получено слишком много сущностей из Викиданные. Количество загруженных сущностей: 500/500. |
| 179 | Толстиково        | деревня          | Получено слишком много сущностей из Викиданные. Количество загруженных сущностей: 500/500. |
| 180 | Трещевец          | деревня          | Получено слишком много сущностей из Викиданные. Количество загруженных сущностей: 500/500. |
| 181 | Трофимово         | деревня          | Получено слишком много сущностей из Викиданные. Количество загруженных сущностей: 500/500. |
| 182 | Турково           | деревня          | Получено слишком много сущностей из Викиданные. Количество загруженных сущностей: 500/500. |
| 183 | Тучево            | деревня          | Получено слишком много сущностей из Викиданные. Количество загруженных сущностей: 500/500. |
| 184 | Тушани            | деревня          | Получено слишком много сущностей из Викиданные. Количество загруженных сущностей: 500/500. |
| 185 | Ульянино          | деревня          | Получено слишком много сущностей из Викиданные. Количество загруженных сущностей: 500/500. |
| 186 | Утехово           | деревня          | Получено слишком много сущностей из Викиданные. Количество загруженных сущностей: 500/500. |
| 187 | Филиппково        | деревня          | Получено слишком много сущностей из Викиданные. Количество загруженных сущностей: 500/500. |
| 188 | Фоминка           | деревня          | Получено слишком много сущностей из Викиданные. Количество загруженных сущностей: 500/500. |
| 189 | Фролятино         | деревня          | Получено слишком много сущностей из Викиданные. Количество загруженных сущностей: 500/500. |
| 190 | Хабоцкое          | село             | Получено слишком много сущностей из Викиданные. Количество загруженных сущностей: 500/500. |
| 191 | Хвалеево          | деревня          | Получено слишком много сущностей из Викиданные. Количество загруженных сущностей: 500/500. |
| 192 | Хвощино           | деревня          | Получено слишком много сущностей из Викиданные. Количество загруженных сущностей: 500/500. |
| 193 | Холмцы            | деревня          | Получено слишком много сущностей из Викиданные. Количество загруженных сущностей: 500/500. |
| 194 | Хребтово          | деревня          | Получено слишком много сущностей из Викиданные. Количество загруженных сущностей: 500/500. |
| 195 | Чернава           | деревня          | Получено слишком много сущностей из Викиданные. Количество загруженных сущностей: 500/500. |
| 196 | Черная            | деревня          | Получено слишком много сущностей из Викиданные. Количество загруженных сущностей: 500/500. |
| 197 | Черницино         | деревня          | Получено слишком много сущностей из Викиданные. Количество загруженных сущностей: 500/500. |
| 198 | Чернуха           | деревня          | Получено слишком много сущностей из Викиданные. Количество загруженных сущностей: 500/500. |
| 199 | Чурилово          | деревня          | Получено слишком много сущностей из Викиданные. Количество загруженных сущностей: 500/500. |
| 200 | Шаблыкино         | деревня          | Получено слишком много сущностей из Викиданные. Количество загруженных сущностей: 500/500. |
| 201 | Шелгирогово       | деревня          | Получено слишком много сущностей из Викиданные. Количество загруженных сущностей: 500/500. |
| 202 | Эглень            | деревня          | Получено слишком много сущностей из Викиданные. Количество загруженных сущностей: 500/500. |
| 203 | Юрицево           | деревня          | Получено слишком много сущностей из Викиданные. Количество загруженных сущностей: 500/500. |
| 204 | Юрово             | деревня          | Получено слишком много сущностей из Викиданные. Количество загруженных сущностей: 500/500. |
| 205 | Якимиха           | деревня          | Получено слишком много сущностей из Викиданные. Количество загруженных сущностей: 500/500. |
| 206 | Ям                | деревня          | Получено слишком много сущностей из Викиданные. Количество загруженных сущностей: 500/500. |
| 207 | Янкино            | деревня          | Получено слишком много сущностей из Викиданные. Количество загруженных сущностей: 500/500. |

### Лихославльский муниципальный округ
#invoke:Tables

### Нелидовский городской округ
Шаблон:Автонумерация

## Лесной муниципальный округ
Шаблон:Автонумерация

## Молоковский муниципальный округ
Шаблон:Автонумерация